# Saint-Barthélemy (Morbihan)
Pour les articles homonymes, voir Saint-Barthélemy.
Saint-Barthélemy [sɛ̃.baʁ.te.le.mi] est une commune française, située dans le département du Morbihan en région Bretagne.

## Géographie

### Localisation

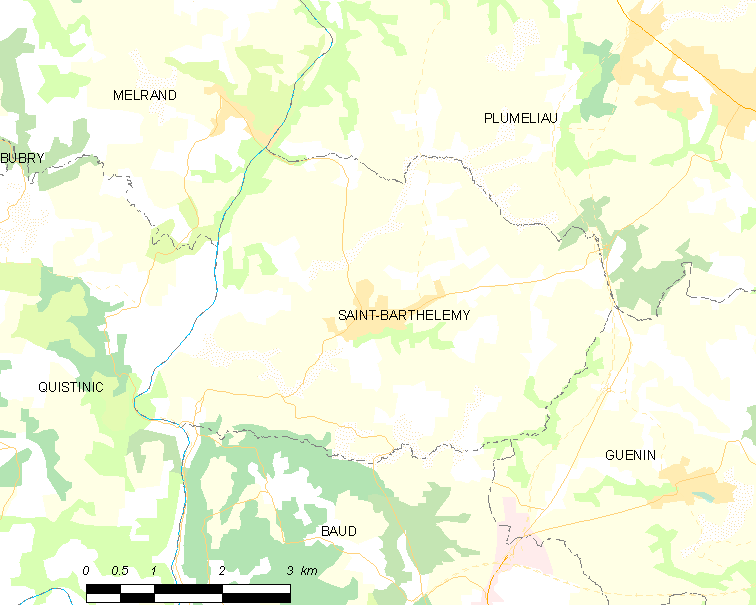
Carte de la commune de Saint-Barthélemy et des communes avoisinantes.

| Melrand   | Pluméliau-Bieuzy |        |
| Quistinic | Saint-Barthélemy | Guénin |
|           | Baud             |        |

### Relief et hydrographie
La commune est vallonnée, l'altitude étant comprise entre 27 mètres au niveau de la vallée du Blavet et 151 mètres sur les hauteurs à la limite orientale de la commune. Le bourg est situé au centre du territoire communal, à une altitude voisine de 100 mètres.
| - Carte topographique de la commune de Saint-Barthélémy. |

La commune est limitée à l'ouest par le fleuve côtier Blavet, qui sert de frontière naturelle avec Melrand et Quistinic, et dont le cours est canalisé (écluses de Tréblavet, de Talhouët et de Pont Saint-Adrien). Plusieurs affluents de rive gauche de celui-ci limitent ou traversent son finage : le ruisseau de Saint-Thuriau sert de limite avec Pluméliau (désormais Pluméliau-Bieuzy), de même que le ruisseau du Moulin de Guervaud sur la partie amont de son cours (celui-ci traverse le nord-ouest du territoire comunal dans sa partie aval) ; le ruisseau du Mounin de Kerhuilc passe juste au sud du bourg ; enfin le ruisseau du Roffol (dénommé aussi ruisseau de Kermorvan ou de Kerdualic dans sa partie amont et ruisseau de Kernars dans sa partie aval) sert de limite avec Baud.
Le sous-sol de la commune est constitué essentiellement de schiste.

### Hydrographie
Pour un article plus général, voir Réseau hydrographique du Morbihan.
La commune est située dans le bassin Loire-Bretagne. Elle est drainée par le Blavet, le Kernars, le Moulin de Guervaud, le Moulin de Kerhuili et divers autres petits cours d'eau,.
Le Blavet, d'une longueur de 149 km, prend sa source dans la commune de Bourbriac et se jette  dans le canal de Nantes à Brest en limite de Plélauff et de Gouarec, après avoir traversé 31 communes. 

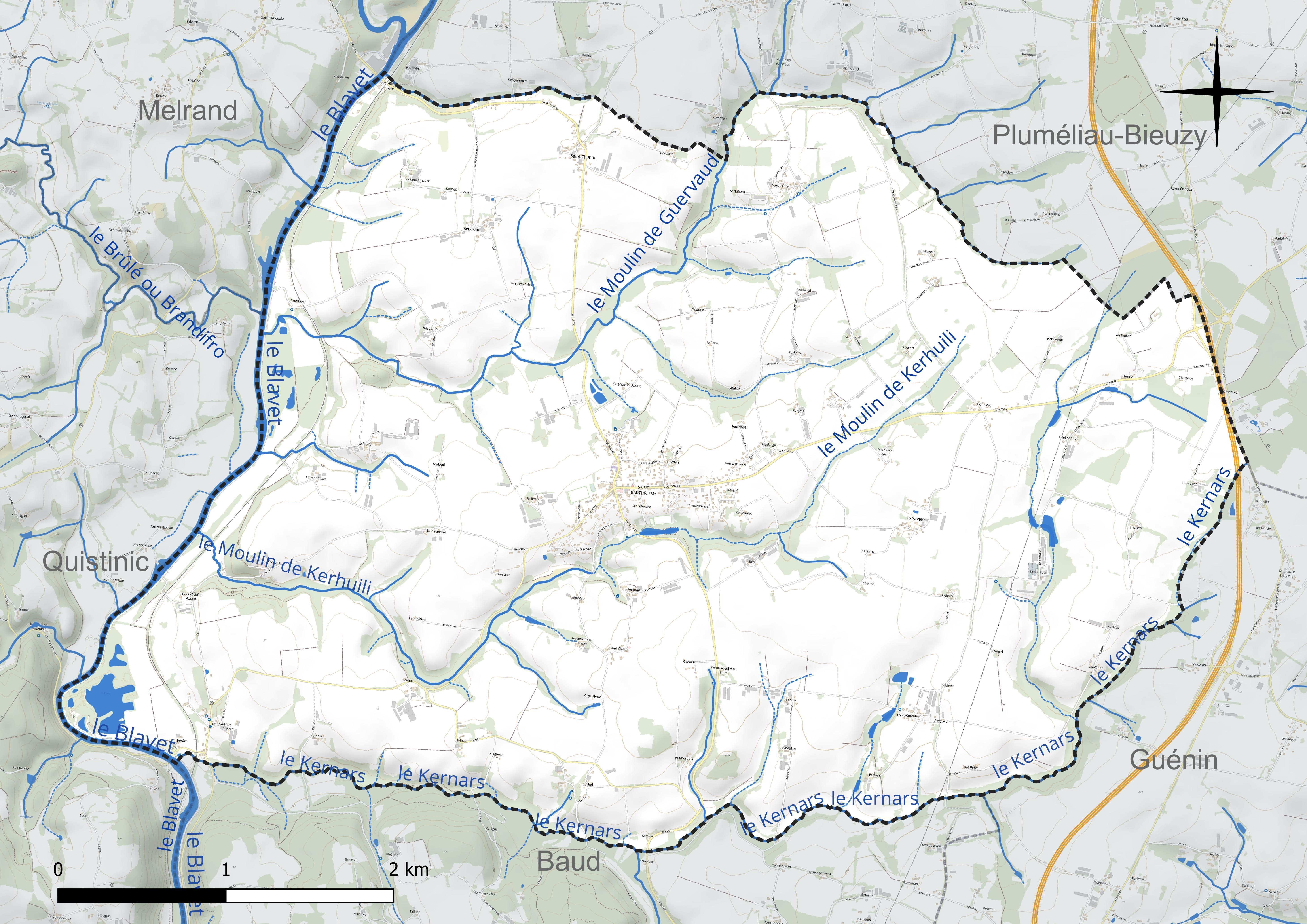
Réseau hydrographique de Saint-Barthélemy.

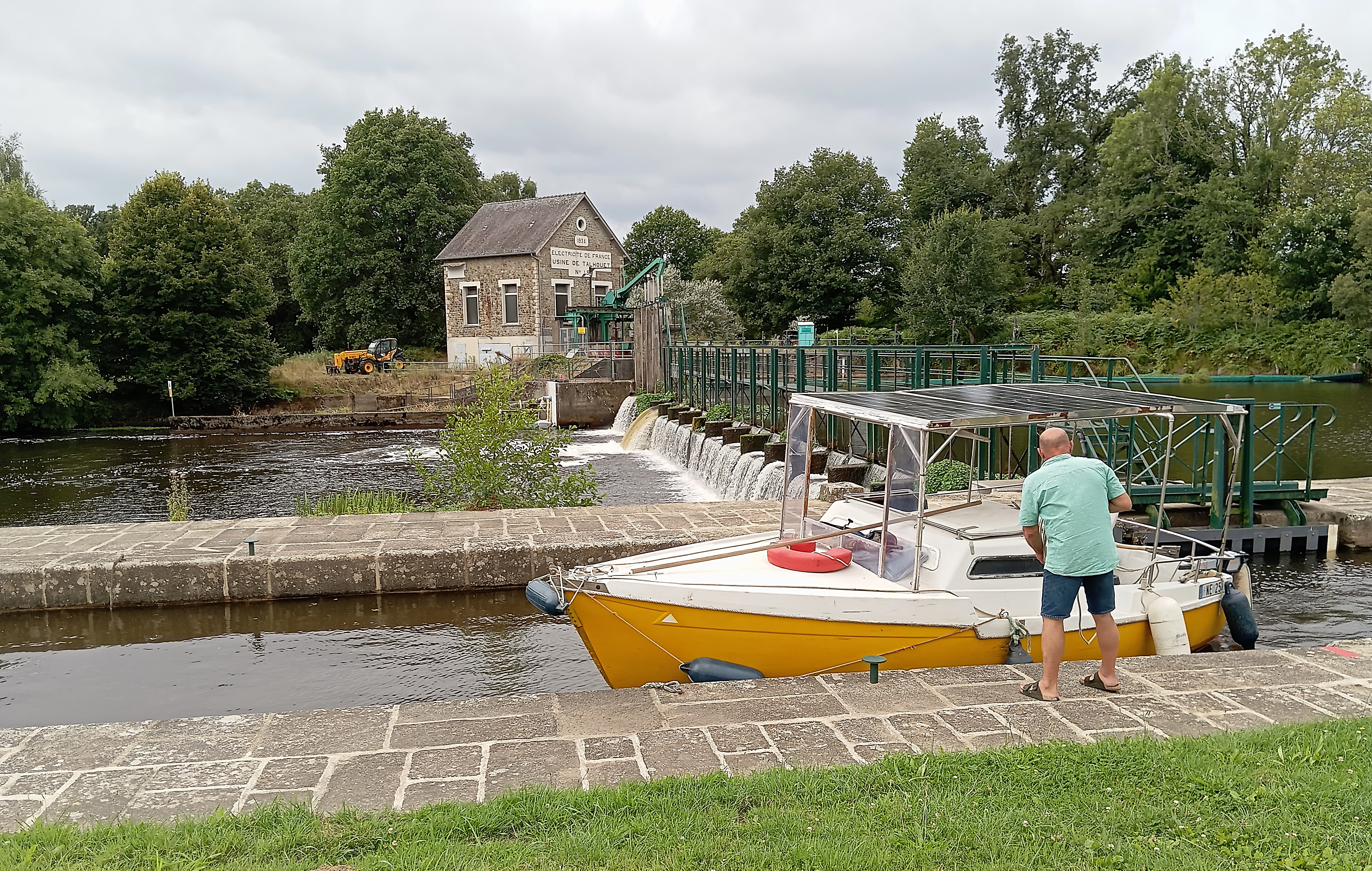
Blavet ː l'écluse de Talhouët en Saint-Barthélemy (Morbihan). À l'arrière-plan l'usine hydroélectrique de Talhouët, située rive droite en Quistinic.
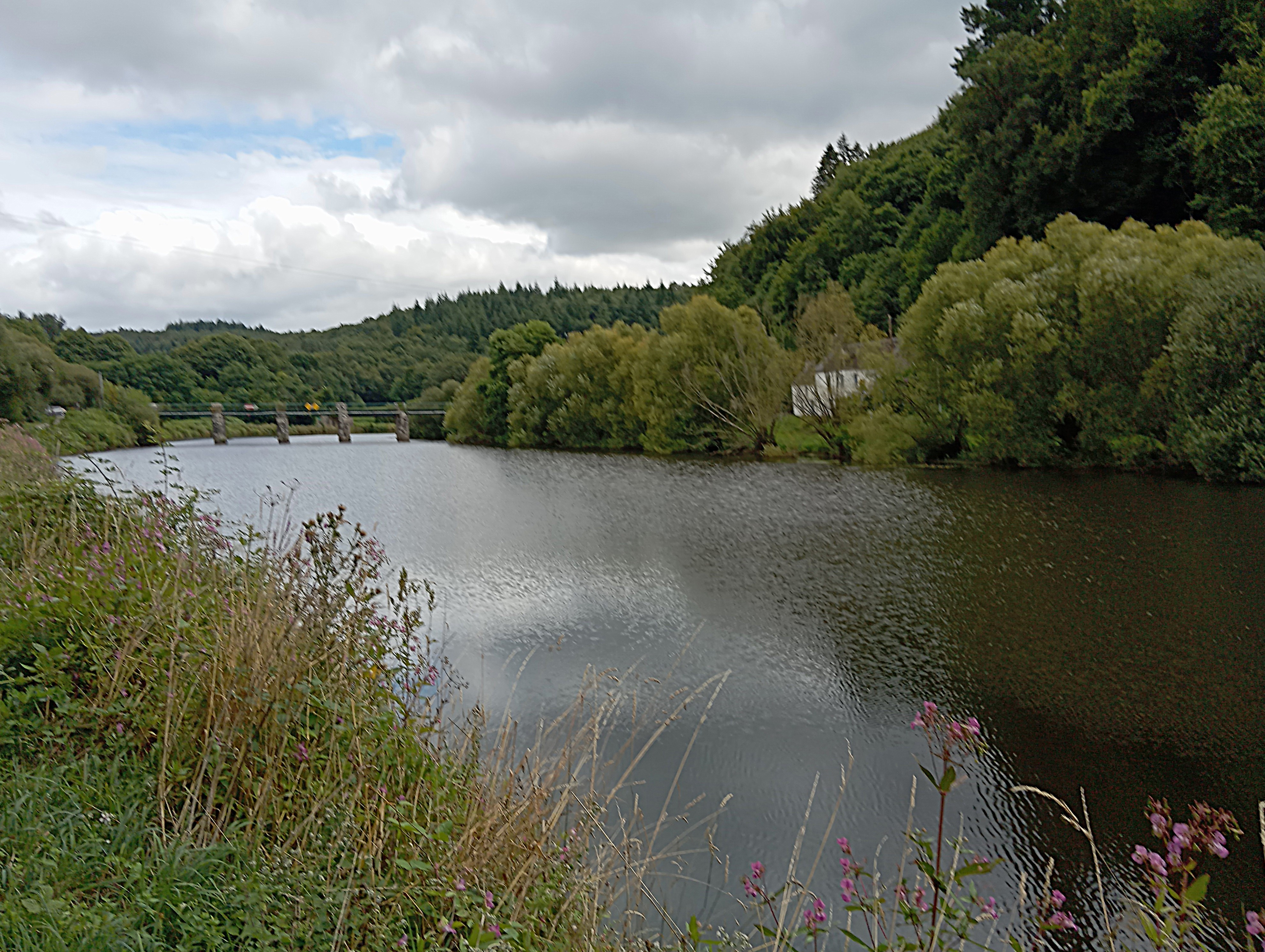
Le Blavet entre Saint-Barthélemy (Morbihan) et Quistinic au niveau du pont routier Saint-Adrien visible à l'arrière-plan.

### Climat
Pour des articles plus généraux, voir Climat de la Bretagne et Climat du Morbihan.
En 2010, le climat de la commune est de type climat océanique franc, selon une étude du Centre national de la recherche scientifique s'appuyant sur une série de données couvrant la période 1971-2000. En 2020, Météo-France publie une typologie des climats de la France métropolitaine dans laquelle la commune est exposée à un climat océanique et est dans la région climatique  Bretagne orientale et méridionale, Pays nantais, Vendée, caractérisée par une faible pluviométrie en été et une bonne insolation. Parallèlement l'observatoire de l'environnement en Bretagne publie en 2020 un zonage climatique de la région Bretagne, s'appuyant sur des données de Météo-France de 2009. La commune est, selon ce zonage, dans la zone « Intérieur », exposée à un climat médian, à dominante océanique.  
Pour la période 1971-2000, la température annuelle moyenne est de 11,4 °C, avec une amplitude thermique annuelle de 11,8 °C. Le cumul annuel moyen de précipitations est de 964 mm, avec 14,2 jours de précipitations en janvier et 7,1 jours en juillet. Pour la période 1991-2020, la température moyenne annuelle observée sur la station météorologique la plus proche, située sur la commune de Moréac à 17 km à vol d'oiseau, est de 12,0 °C et le cumul annuel moyen de précipitations est de 1 043,7 mm,. Pour l'avenir, les paramètres climatiques de la commune estimés pour 2050 selon différents scénarios d'émission de gaz à effet de serre sont consultables sur un site dédié publié par Météo-France en novembre 2022.

### Paysages et habitat
La commune présente un paysage agraire traditionnel de bocage avec un habitat dispersé en écrts formés de hameaux ("villages") et fermes isolées. Les espaces boisés sont peu nombreux, occupant essentiellement certains fonds de vallée.
La commune a conservé pour l'essentiel son aspect rural (le patrimoine bâti traditionnel est en moellons de schiste dans la partie est et de granite dans la partie ouest de la commune, ce dernier provenant des communes voisines situées plus à l'ouest).
Toutefois, en raison de la proximité de Baud, le bourg a connu depuis la Seconde Guerre mondiale une large expansion, surtout à l'est du bourg traditionnel.

### Transports
La ligne de chemin de fer d'Auray à Pontivy, qui emprunte la vallée du Blavet, traverse l'ouest de la commune. Une gare existait, dénommée  Saint-Rivalain-gare, car plus proche du hameau de Saint-Rivalain (lequel est situé côté rive droite du Blavet) qui dépend de la commune de Melrand, mais située dans l'angle nord-ouest du territoire communal de Saint-Barthélemy.

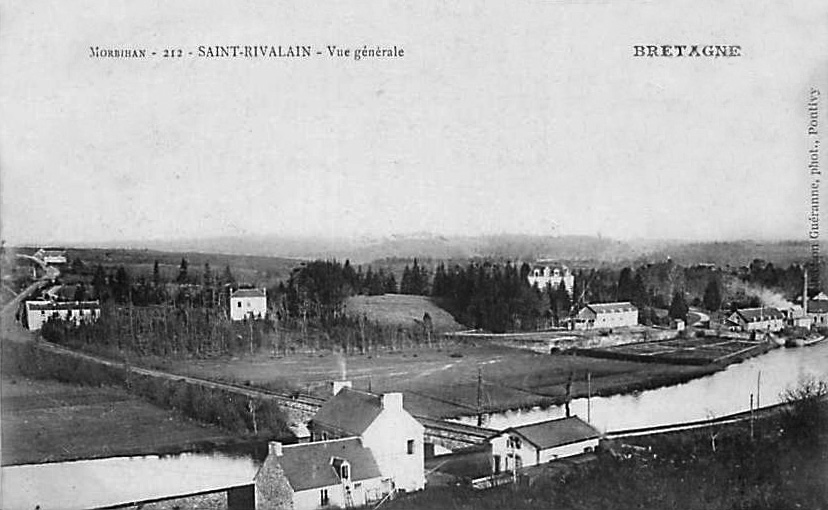
La gare de Saint-Rivalain vers 1900.
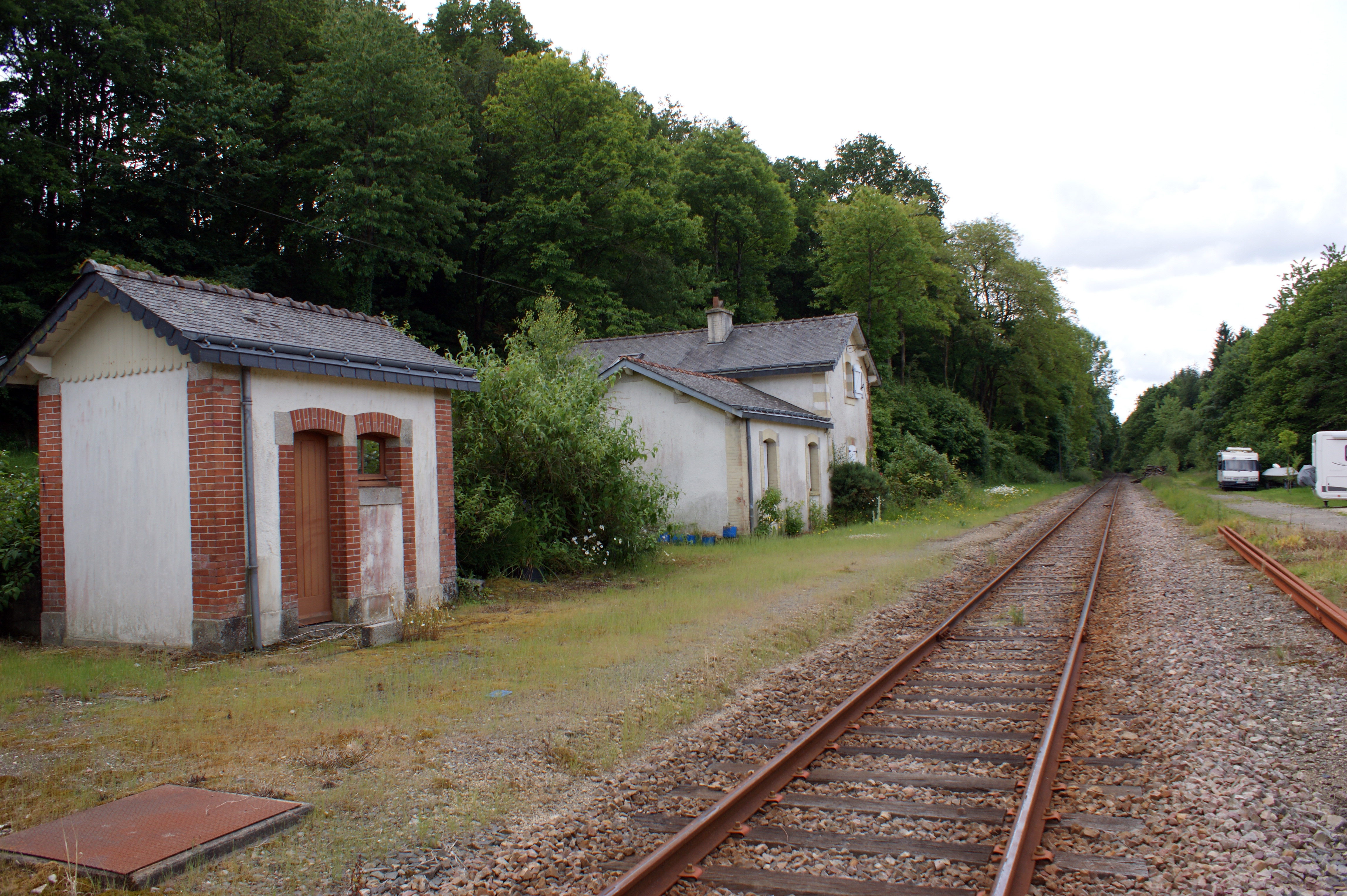
Anciens bâtiments de la gare de Saint-Rivalain.
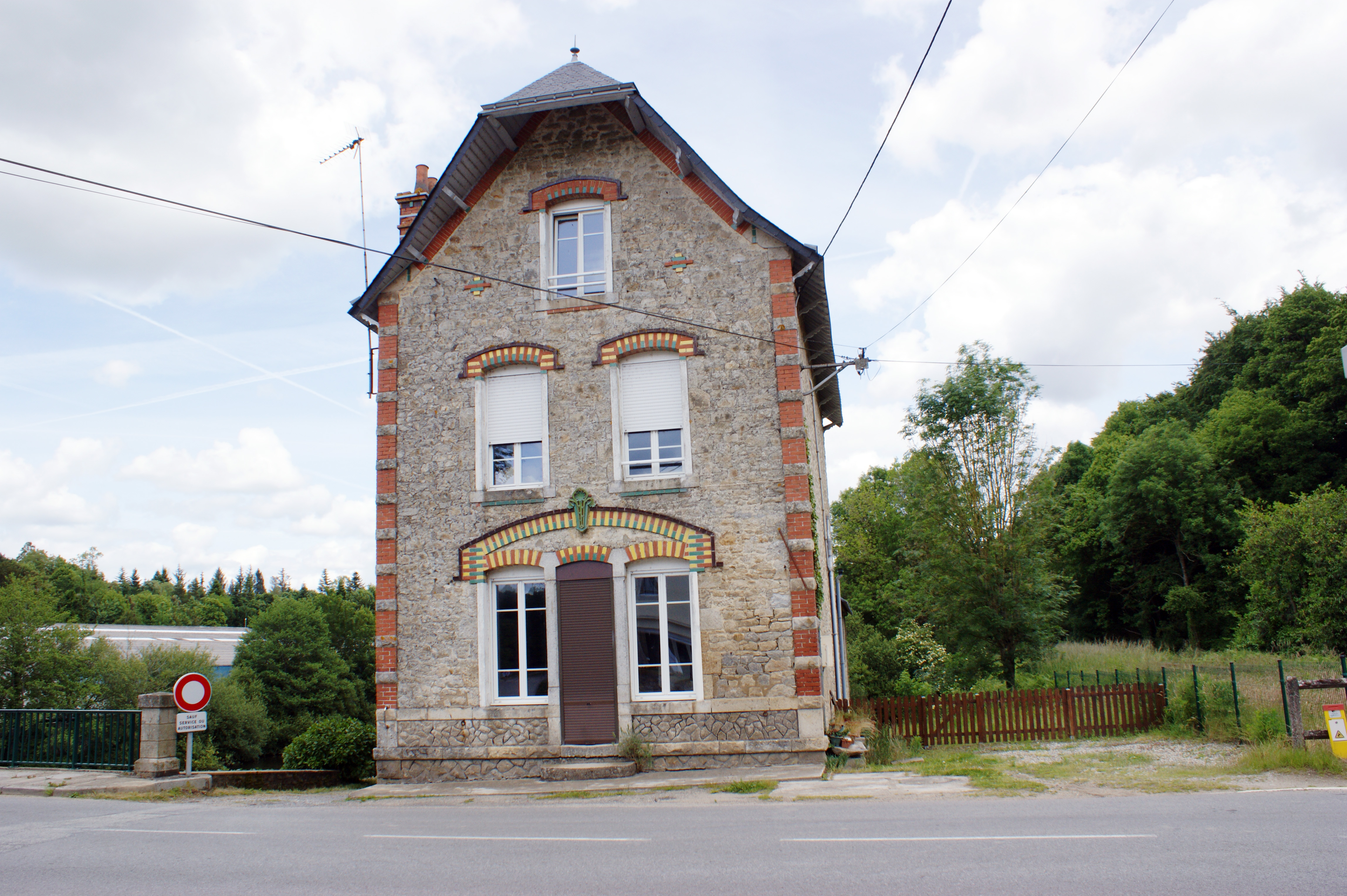
Maison ancienne à Saint-Rivalain-Gare.

La RD 768 (ancienne Route nationale 168), aménagée en voie expresse, qui va de Baud à Pontivy et au-delà Saint-Brieuc, longe, en l'écornant quelque peu, la limite orientale de la commune, laquelle est desservie par l'échangeur de Lann Pontual qui, via la RD 203, dessert le bourg de Saint-Barthélemy, lequel est aussi desservi par la RD 142 qui vient directement de Baud et continue ensuite en direction de Melrand.
Le Blavet canalisé n'a pas suscité d'activité nautique notable dans la commune.

## Urbanisme

### Typologie
Au 1er janvier 2024, Saint-Barthélemy est catégorisée commune rurale à habitat dispersé, selon la nouvelle grille communale de densité à sept niveaux définie par l'Insee en 2022.
Elle est située hors unité urbaine et hors attraction des villes,.

### Occupation des sols

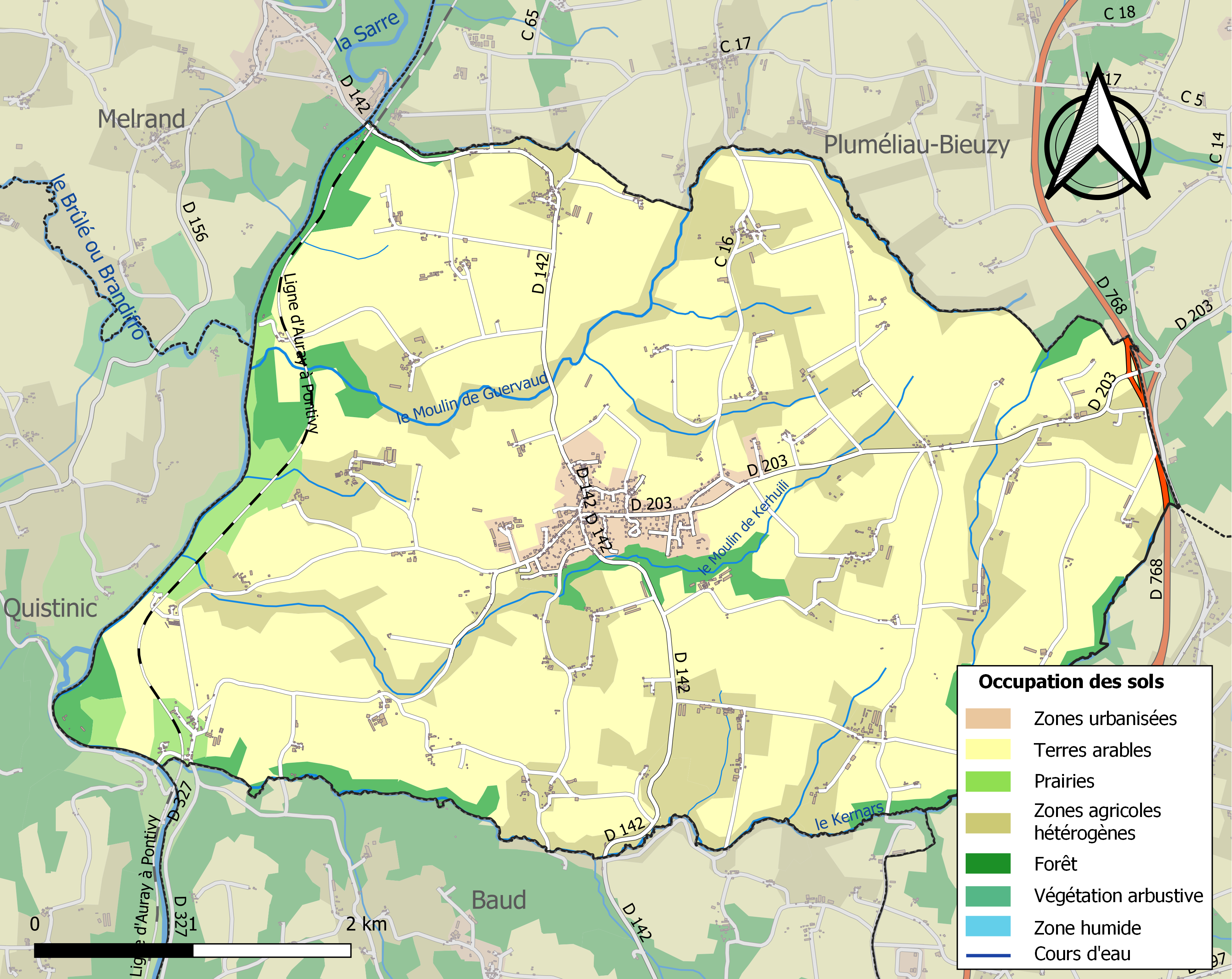
Carte des infrastructures et de l'occupation des sols de la commune en 2018 (CLC).

Le tableau ci-dessous présente l'occupation des sols de la commune en 2018, telle qu'elle ressort de la base de données européenne d’occupation biophysique des sols Corine Land Cover (CLC).
| Type d’occupation                                                                   | Pourcentage | Superficie (en hectares) |
| ----------------------------------------------------------------------------------- | ----------- | ------------------------ |
| Tissu urbain discontinu                                                             | 2,9 %       | 65                       |
| Terres arables hors périmètres d'irrigation                                         | 65,9 %      | 1460                     |
| Prairies et autres surfaces toujours en herbe                                       | 2,5 %       | 55                       |
| Systèmes culturaux et parcellaires complexes                                        | 15,8 %      | 349                      |
| Surfaces essentiellement agricoles interrompues par des espaces naturels importants | 6,7 %       | 149                      |
| Forêts de feuillus                                                                  | 5,3 %       | 117                      |
| Forêts de conifères                                                                 | 0,8 %       | 18                       |
| Forêts mélangées                                                                    | 0,1 %       | 2                        |
| Source : Corine Land Cover                                                          |             |                          |

## Toponymie
Saint-Barthélémy, en breton Bartelame, est une commune récente créée le 17 juillet 1867, date où son territoire est détaché de celui de Baud.
Saint-Barthélémy est venu d'une tentative de christianisation du breton Bartelame qui est un toponyme sans rapport avec saint Barthélemy.

## Histoire

### Préhistoire

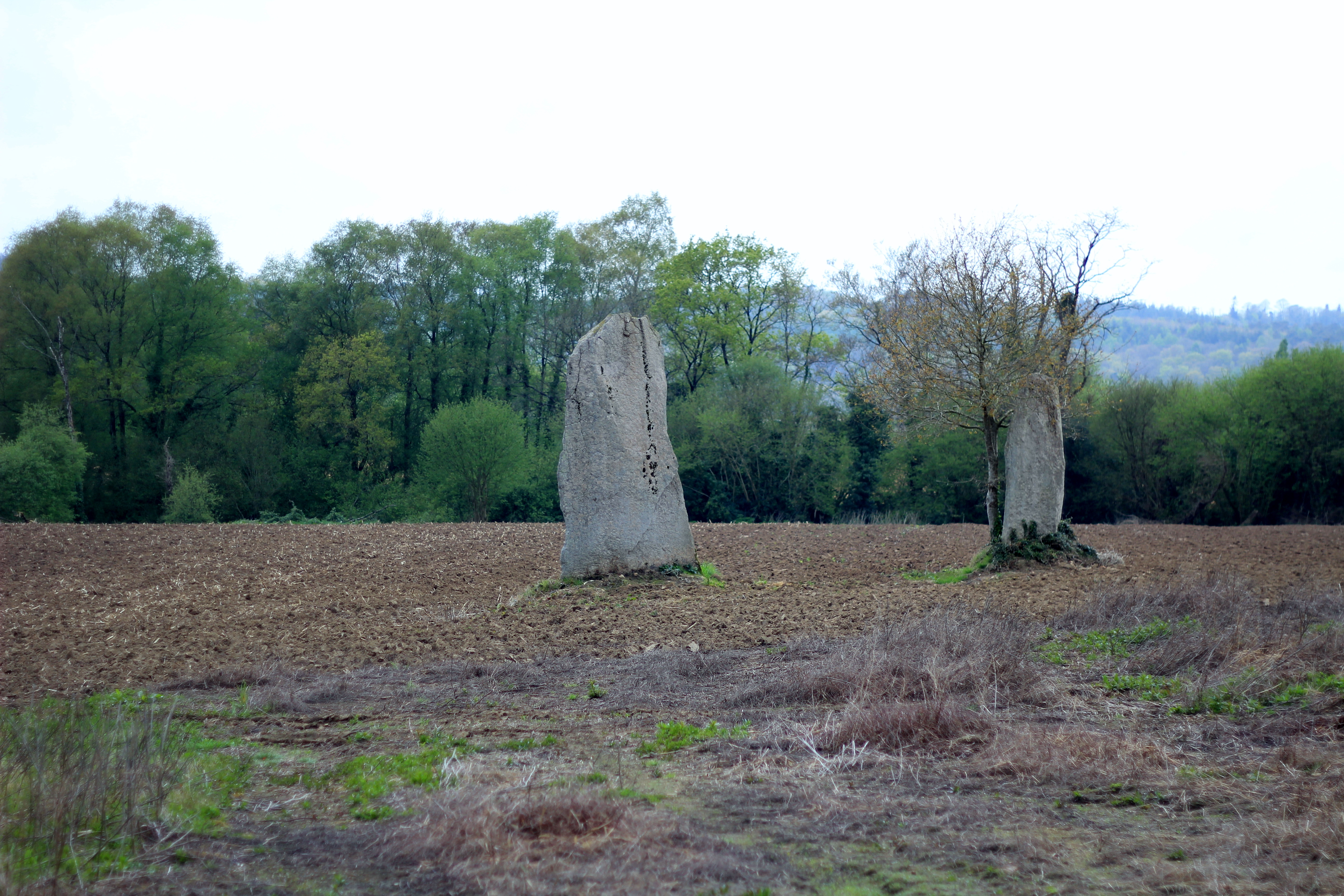
Les deux menhirs de Kernars.

Les menhirs de Kernars datent du Néolithique et la stèle gauloise de Khérel de l'Âge du fer. Un souterrain datant de l'époque gauloise existe à la Villeneuve.

### Antiquité
Une voie romaine menant à Castennec, l'ancienne Sulim, traverse la commune en passant par Talforêt, à Tylosquet et au Henven. Un reste de retranchement d'un camp romain est signalé à Pen-Mané par Joseph-Marie Le Méné.

### Moyen-Âge
Saint-Barthélemy est issu d'un démembrement de la paroisse de l'Armorique primitive de Baud et dépendait du doyenné de Porhoët.
Le manoir de Kerhuillic est attesté dès 1390 et dans les réformation et montres de la noblesse dès 1448 comme appartenant à la famille de Kerhuelic (Henry de Kerhuelic est cité dans la réformation de 1427).

### Temps modernes
Froment, seigle, avoine, blé noir et chanvre étaient traditionnellement cultivés, de même que les pommiers à cidre ; l'élevage bovin était important.
Avant 1789 la trève de Saint-Barthélemy comptait sept moulins à eau, tous situés sur les affluents du Blavet : Roffol, Kernars, Talhouët, Saint-Adrien, Kercadio, Tréblavet et Squirio. Quatre de ces moulins (Talhouët, Tréblavet, Kernars et Roffol) fonctionnaient encore en 1922.

### LeXIXesiècle

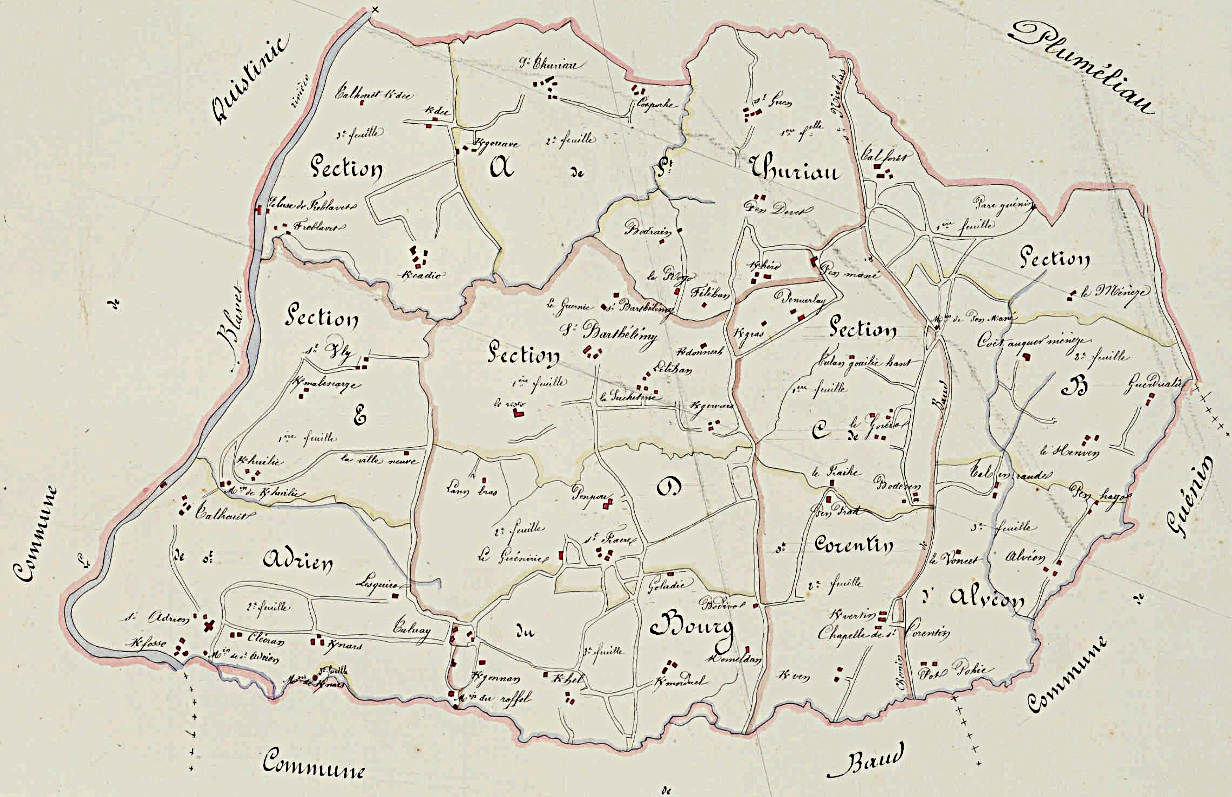
Saint-Barthélemy (Morbihan) ː plan cadastral datant de 1829 (tableau d'assemblage).

Le cadastre de 1829 montre un hameau de quelques fermes regroupées à l'ouest de la chapelle Saint-Barthélemy, uniquement desservie par des chemins ruraux c'est pourtant ce hameau qui fut choisi en 1867 comme centre de la nouvelle commune lors de sa création.
Ancienne trève de Baud, Saint-Barthélemy est érigée en commune le 17 juillet 1867 et devient une paroisse à part entière en 1871. Ceci était demandé depuis 1860 par de nombreux habitants qui se trouvaient trop éloignés de Baud.
Les premières élections municipales furent organisées le 22 septembre 1867. Une mairie école fut construite en 1879 et une nouvelle église paroissiale en 1895, en remplacement de l'ancienne chapelle tréviale, laquelle fut détruite en 1912. Le bourg se déplaça progressivement depuis le "Vieux bourg" aux alentours de la nouvelle église.

### LeXXesiècle

#### La Belle Époque

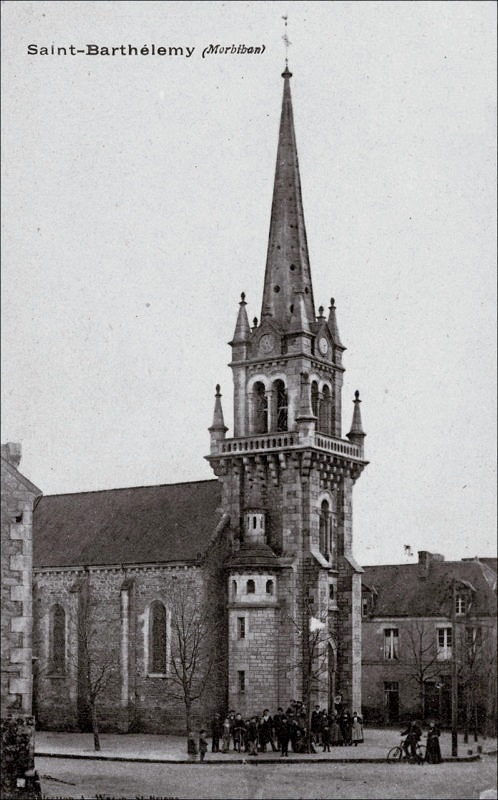
Saint-Barthélemy (Morbihan) : l'église paroissiale au début du XXe siècle.
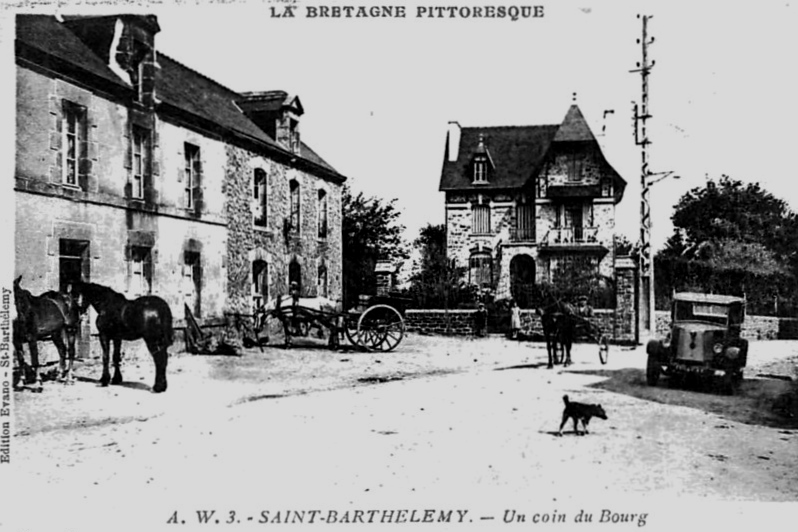
Saint-Barthélemy (Morbihan) : le bourg au début du XXe siècle.
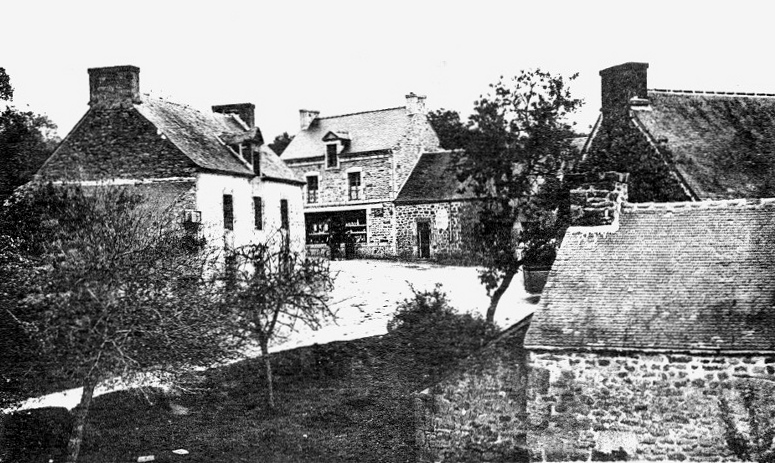
Saint-Barthélemy (Morbihan) : le hameau de Saint-Adrien au début du XXe siècle.
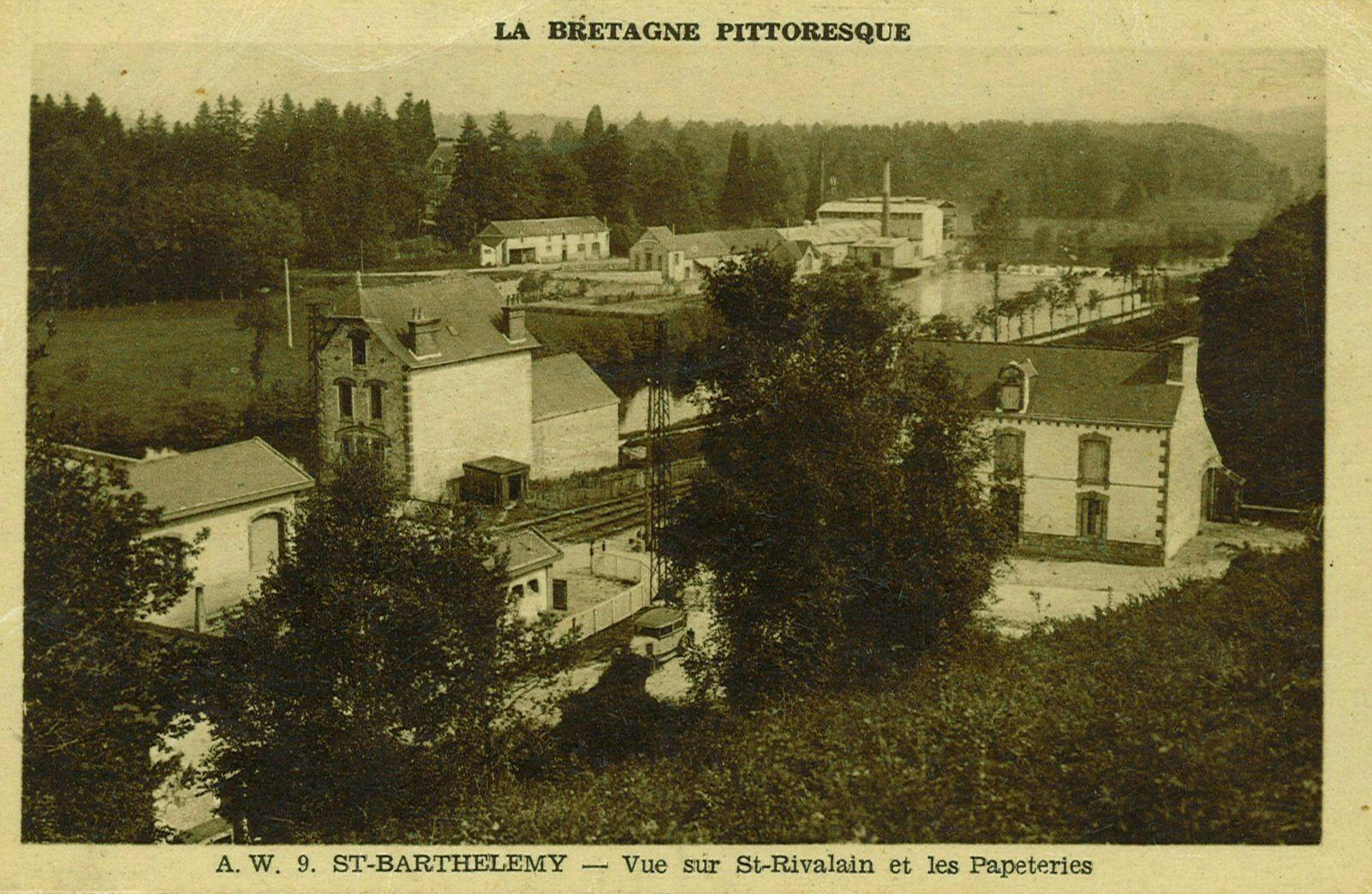
Vue sur Saint-Rivalain-Gare et la papeterie[27] (en Melrand) depuis la rive gauche du Blavet (côté Saint-Barthélémy) au début du XXe siècle.
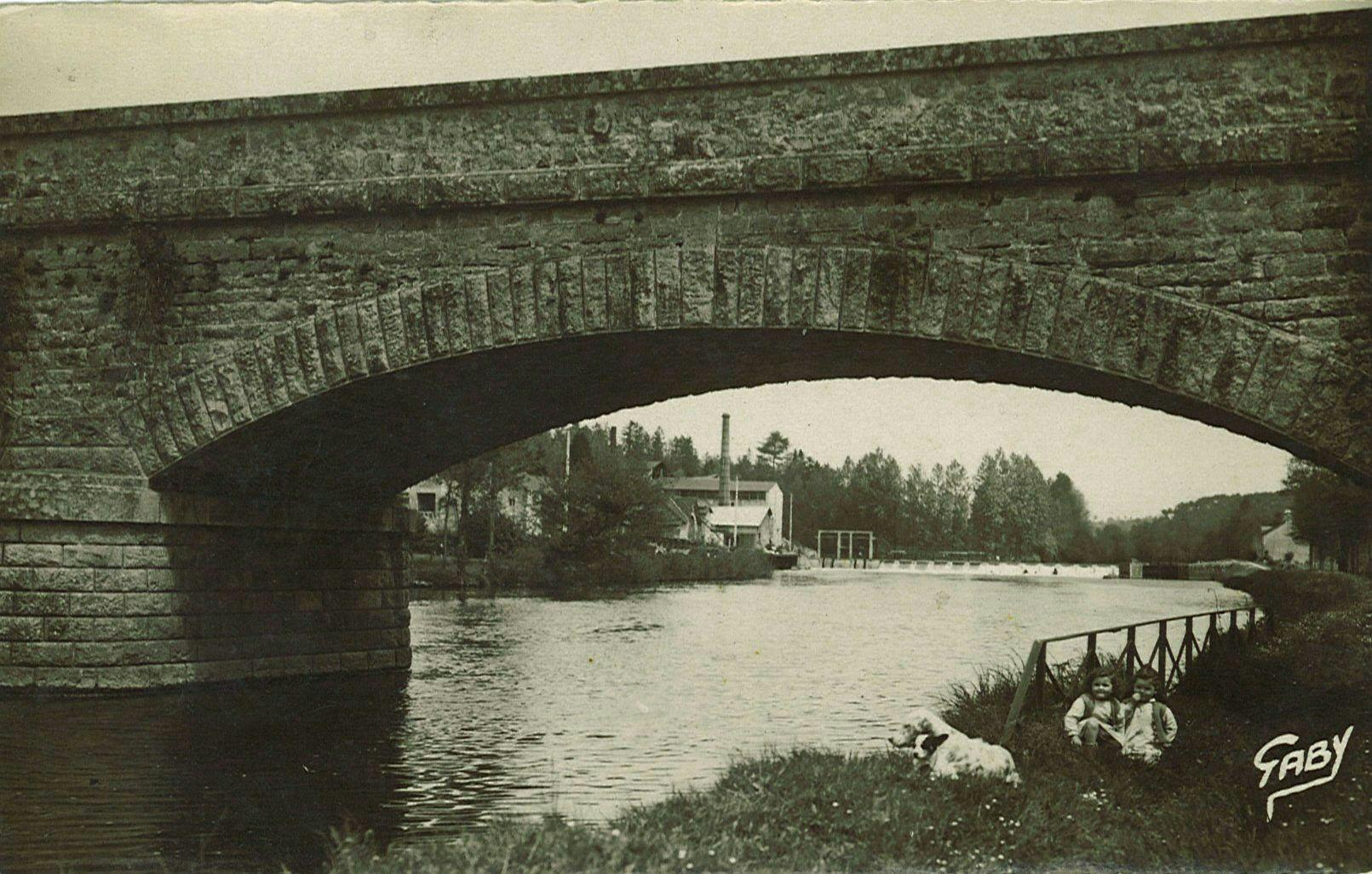
Le pont routier de Saint-Rivalain (on aperçoit à l'arrière-plan la papeterie (en Melrand) et l'écluse de Boterneau).
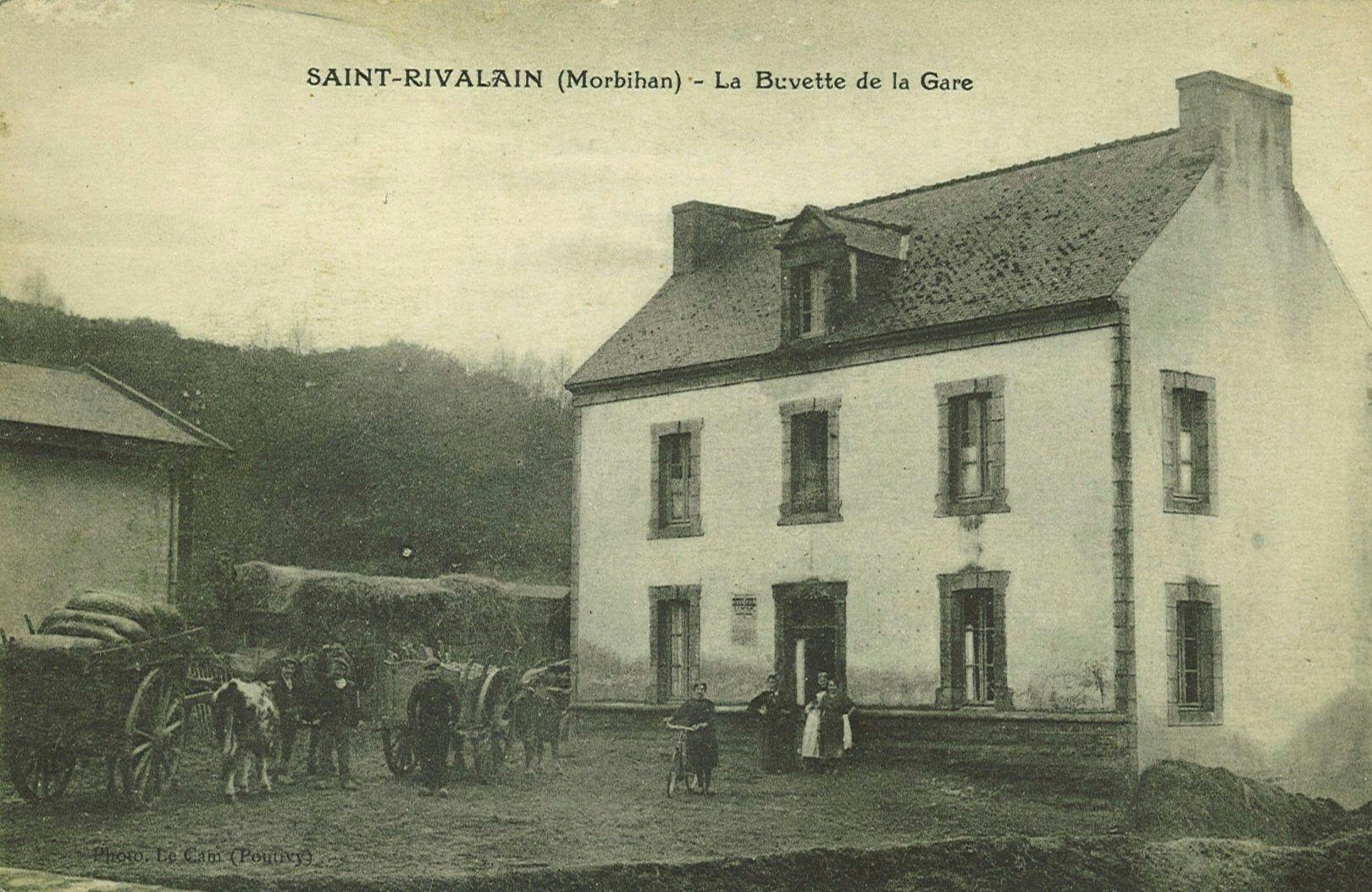
La buvette de Saint-Rivalain-Gare au début du XXe siècle
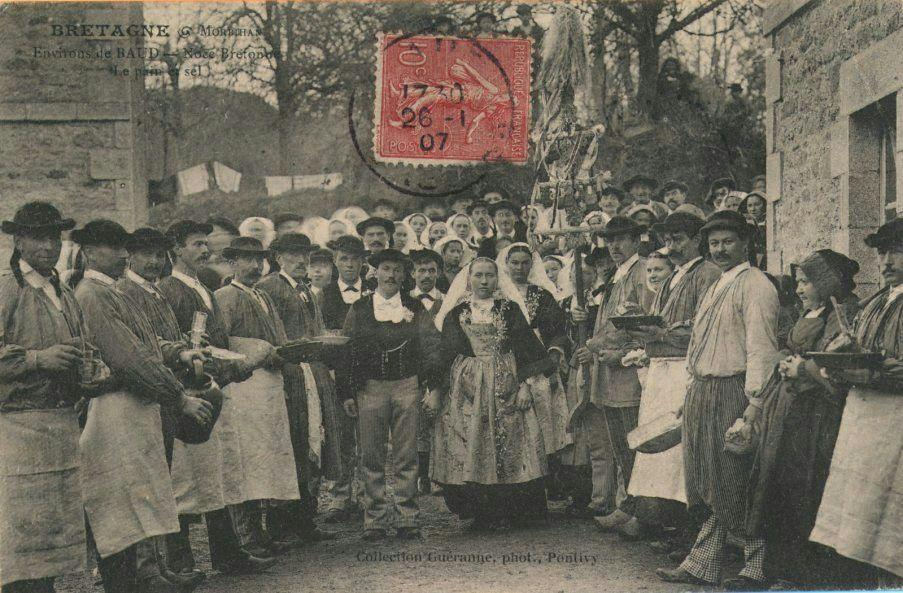
Un mariage à Saint-Barthélémy au début du XXe siècle.

#### La Première Guerre mondiale
Le monument aux morts de Saint-Barthélemy porte les noms de 82 soldats morts pour la France pendant la Première Guerre mondiale ; parmi eux 9 sont morts en Belgique (dont 6 dès 1914, 1 en 1915 et 2 en 1918) ; Julien Le Louer dans l'actuelle Macédoine du Nord en 1917 ; Joseph Thubaut en 1918 alors qu'il était en captivité en Allemagne ; tous les autres sont morts sur le sol français (parmi ceux-ci Julien Le Bras, Jean Le Gall et Joseph Le Métayer ont été décorés à la fois de la Médaille militaire et de la Croix de guerre).

#### L'Entre-deux-guerres

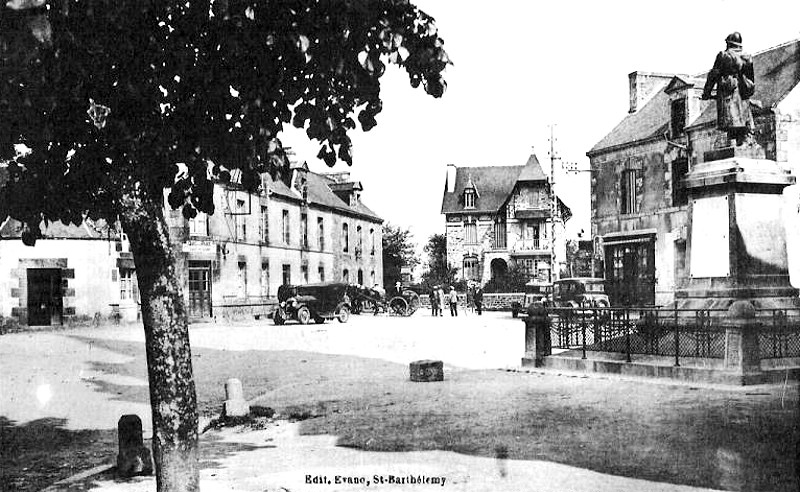
Saint-Barthélemy (Morbihan) : le monument aux morts et la place du bourg vers 1930 (carte postale).
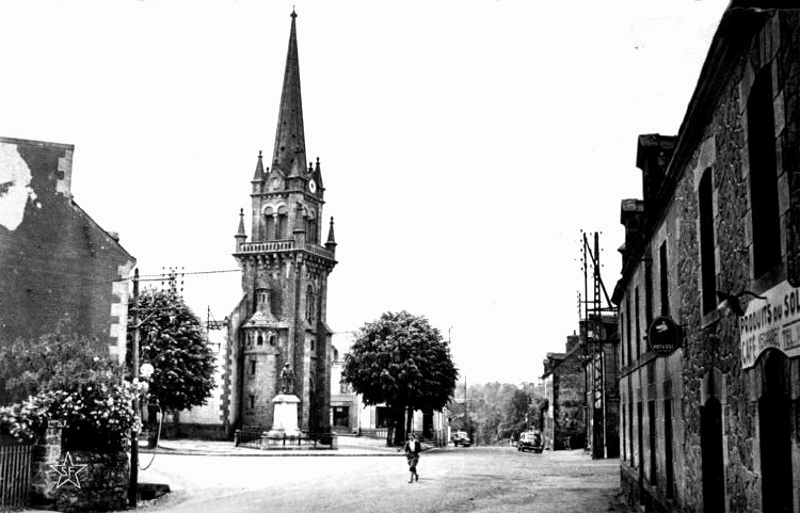
Saint-Barthélemy (Morbihan) : l'église paroissiale et le bourg vers 1930.
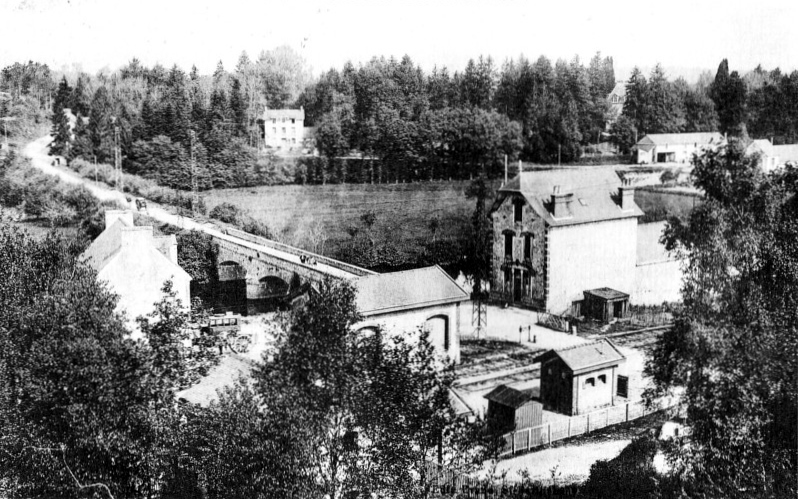
Saint-Barthélemy (Morbihan) : la gare de Saint-Rivalain et le pont sur le Blavet vers 1930 (carte postale).
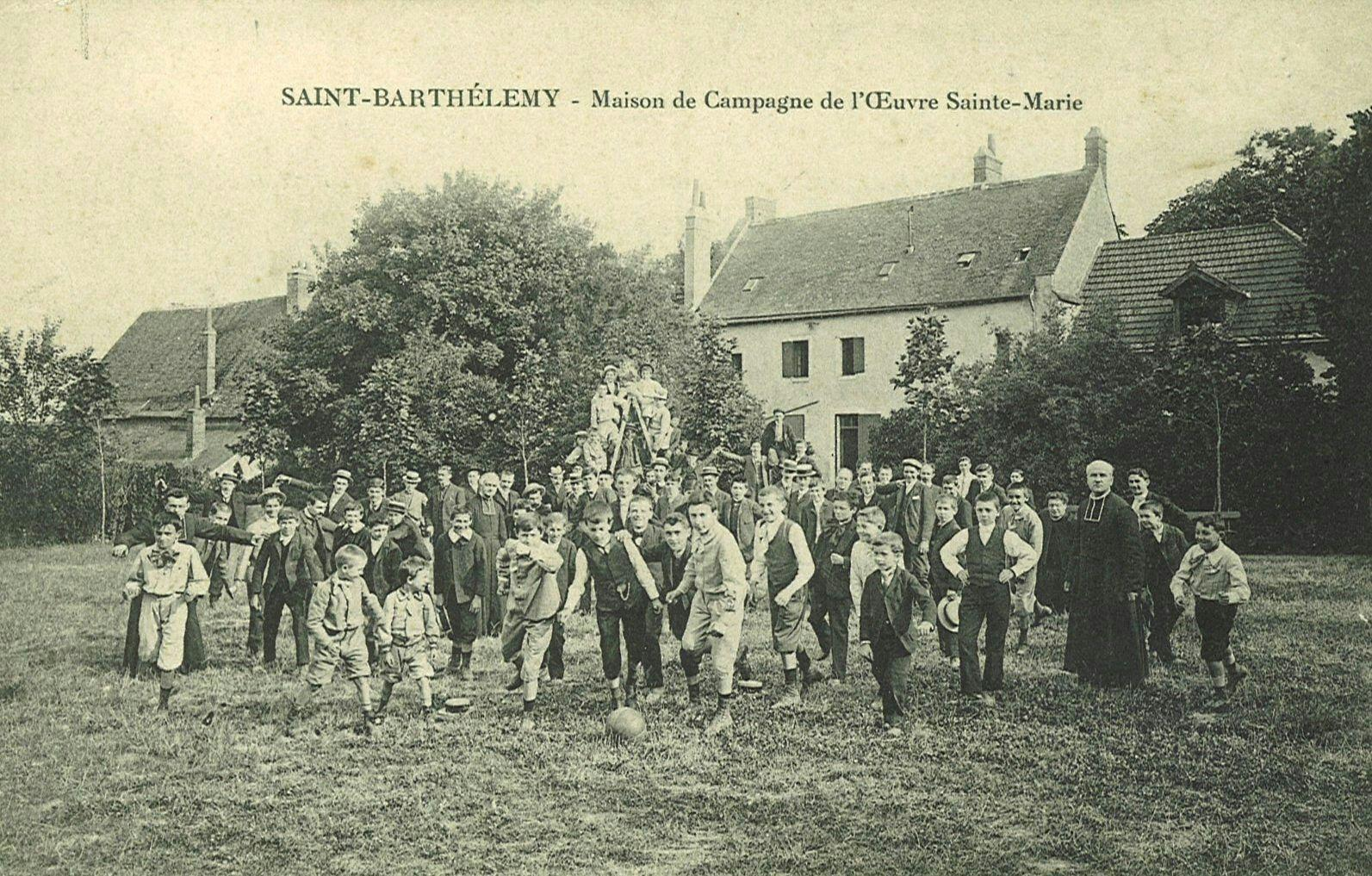
Jeu des enfants à la maison de campagne de l'Œuvre Sainte-Marie.

#### La Seconde Guerre mondiale
Fin 1943, le détachement "Surcouf", commandé par René Jehanno, était formé dans la région de Melrand, Bubry, Quistinic et Saint-Barthélemy ; il intégrait début 1944 la 1re compagnie FTP du Morbihan, alors commandée par Jean-Marie Kerangouarec, alias "commandant Étienne" ; cette compagnie prit par la suite le nom de "compagnie Lanquetil" ; le 22 mai 1944 une patrouille de Géorgiens (des Volontaires et conscrits étrangers de la Waffen-SS qui collaboraient avec les Allemands) fit prisonnier 4 résistants, dont Jean-Marie Kerangouarec, à Saint-Nicolas-des-Eaux ; celui-ci fut fusillé le 30 juin 1944 à Saint-Jacques-de-la-Lande après avoir été atrocement torturé.
Le monument aux morts de Saint-Barthélemy porte les noms de 13 personnes mortes pour la France pendant la Seconde Guerre mondiale ; parmi elles Alexandre Cargouet, Pierre Kerguenal, Jean Le Bras, Adrien Malard et Gaston Russel sont des soldats qui ont été tués lors de la Bataille de France au printemps 1940 ; Jean Le Dortz, gendarme à Écouché (Orne), résistant, déporté au camp de concentration de Neuengamme, décédé le 10 juillet 1945 des suites de sa déportation, chevalier de la Légion d'honneur, Croix de guerre avec palmes ; René Pierre Le Pessec, dit "commandant Gaston", résistant, a été tué en mars 1944 après avoir été emprisonné à Vannes , puis à Locminé (son corps n'a jamais été retrouvé) ; Jean Dabet, aussi résistant, a été tué à l'ennemi à Pluméliau le 24 juillet 1944 ; Eugène Jan est mort en captivité en Allemagne ; Mathurin Lorcy est mort le 13 février 1945 en Allemagne.

#### L'après Seconde Guerre mondiale
Un soldat (Éloi Le Tutour) originaire de Saint-Barthélemy est mort pour la France pendant la Guerre d'Algérie.

### LeXXIesiècle
La supérette Vivéco, qui avait ouvert en 2016 en reprenant les locaux d'Intermarché, a fermé le 23 janvier 2022 ; elle a rouvert sous l'enseigne Proxi Super en février 2022. « Ce qui nous a animé, mon épouse et moi, à la base, c’est notre volonté d’amener davantage de commerce dans la ruralité » a déclaré François Thenadey, époux de la gérante du nouveau magasin.

## Politique et administration
| Période        | Période                  | Identité                        | Étiquette                | Qualité |
| -------------- | ------------------------ | ------------------------------- | ------------------------ | --- |
| octobre 1867   | 1874                     | François Henrio                 |                          | Cultivateur. Premier maire de Saint-Barthélemy.                                                                        |
| 1874           | 1878                     | Jean-François Bellec            |                          | Laboureur. |
| 1878           | mai 1892                 | Mathurin Le Gourriérec          |                          | Cultivateur. Meunier. Propriétaire.                                                                                    |
| mai 1892       | décembre 1919            | Louis Naizin                    | Républicain progressiste | Cultivateur. Conseiller d'arrondissement (1907 → 1913)                                                                 |
| décembre 1919  | 1934                     | Joseph Le Gourriérec            | Républicain              | Meunier. Fils de Mathurin Le Gourriérec, maire entre 1878 et 1892.                                                     |
| 1934           | mai 1935                 | Joseph Kerjouan                 |                          | |
| mai 1935       | septembre 1938 (décès)   | Yves Guilloux                   |                          | Ancien combattant. |
| septembre 1938 | janvier 1939 (décès)     | Joseph Le Guéhennec (1884-1939) | PDP                      | Conseiller d'arrondissement (1937 → 1939)                                                                              |
| janvier 1939   | mars 1965                | Joachim Le Gal (1887-1966)      |                          | Ancien cultivateur |
| mars 1965      | octobre 1979 (démission) | Jacques Ollivier, (1934-2015)   | FGDS puis PS             | Instituteur puis directeur d'école Conseiller général du canton de Baud (1976 → 1979) Réélu en 1971 et 1977            |
| octobre 1979   | mars 1989                | Alphonse Kervarrec (1926-2016)  | DVG                      | Négociant en produits agricoles, résistant Premier adjoint (1965 → 1979) Réélu en 1983                                 |
| mars 1989      | mars 2014                | Noël Maho                       | DVG                      | Chef d'entreprise retraité (Groupe Maho) Réélu en 1995, 2001 et 2008                                                   |
| mars 2014      | En cours                 | Yolande Kervarrec               | DVG                      | Responsable des achats, adjointe au maire (2010 → 2014) 4e vice-présidente de Baud Communauté (2021 → ) Réélue en 2020 |

## Démographie
L'évolution du nombre d'habitants est connue à travers les recensements de la population effectués dans la commune depuis 1872. Pour les communes de moins de 10 000 habitants, une enquête de recensement portant sur toute la population est réalisée tous les cinq ans, les populations de référence des années intermédiaires étant quant à elles estimées par interpolation ou extrapolation. Pour la commune, le premier recensement exhaustif entrant dans le cadre du nouveau dispositif a été réalisé en 2007.

En 2022, la commune comptait 1 182 habitants, en évolution de +0,34 % par rapport à 2016 (Morbihan : +3,82 %, France hors Mayotte : +2,11 %).
| 1872  | 1876  | 1881  | 1886  | 1891  | 1896  | 1901  | 1906  | 1911  |
| ----- | ----- | ----- | ----- | ----- | ----- | ----- | ----- | ----- |
| 1 516 | 1 611 | 1 706 | 1 700 | 1 760 | 1 801 | 1 862 | 1 932 | 1 907 |

| 1921  | 1926  | 1931  | 1936  | 1946  | 1954  | 1962  | 1968  | 1975  |
| ----- | ----- | ----- | ----- | ----- | ----- | ----- | ----- | ----- |
| 1 861 | 1 800 | 1 921 | 1 950 | 1 909 | 1 564 | 1 501 | 1 375 | 1 343 |

| 1982  | 1990  | 1999  | 2006  | 2007  | 2012  | 2017  | 2022  | - |
| ----- | ----- | ----- | ----- | ----- | ----- | ----- | ----- | - |
| 1 188 | 1 093 | 1 050 | 1 110 | 1 119 | 1 194 | 1 164 | 1 182 | - |

## Lieux et monuments

### Édifices religieux
- la chapelle Saint-Adrien a été édifie par le famille de Rohan à la fin du XVe siècle (datation étayée par des sablières) ; la chapelle a un plan en croix latine à chevet plat, percé d'une grande baie en forme de fleur-de-lys ; un clocheton se dresse au-dessus du pignon ouest[46] ;

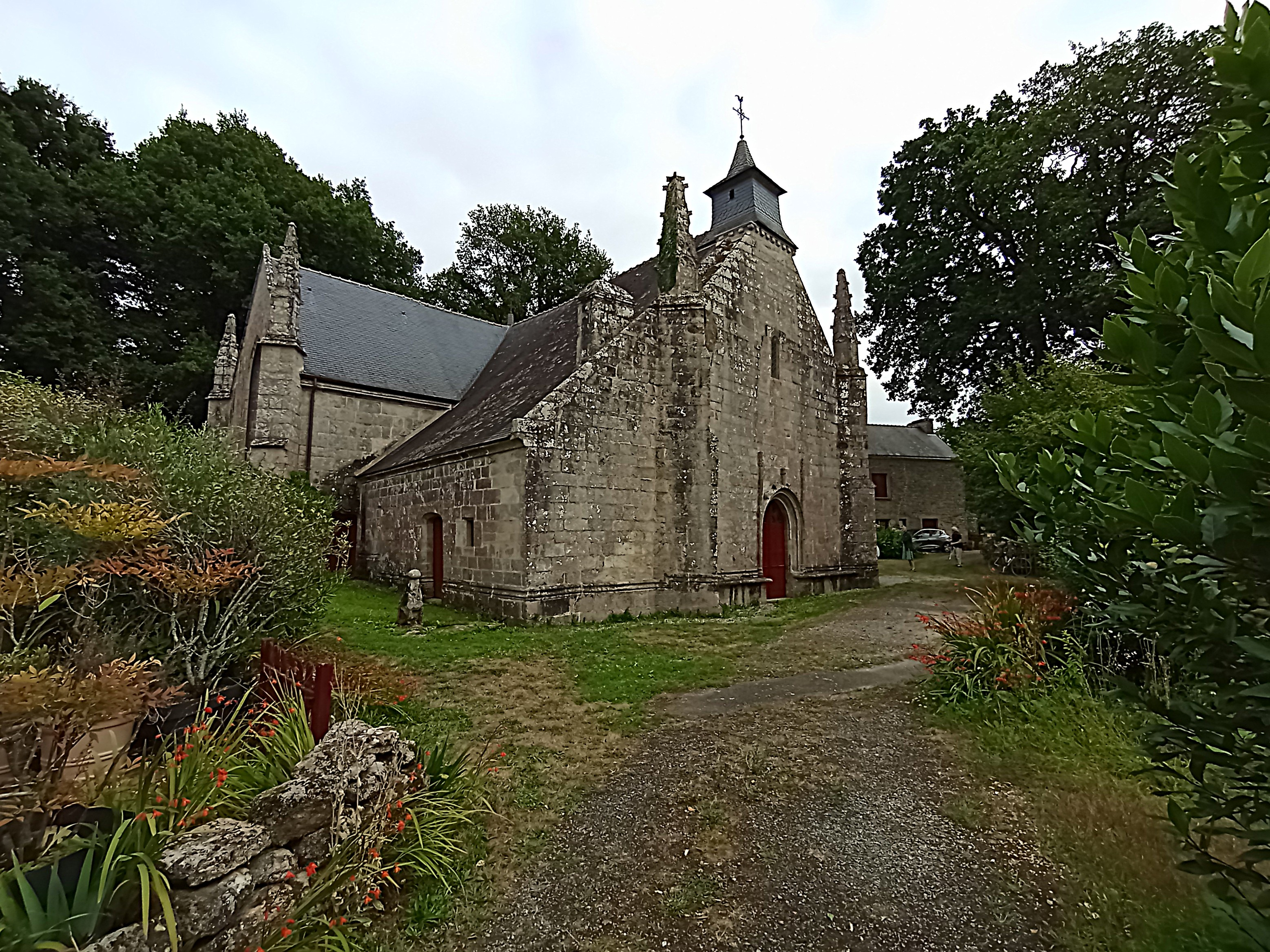
Vue extérieure d'ensemble.
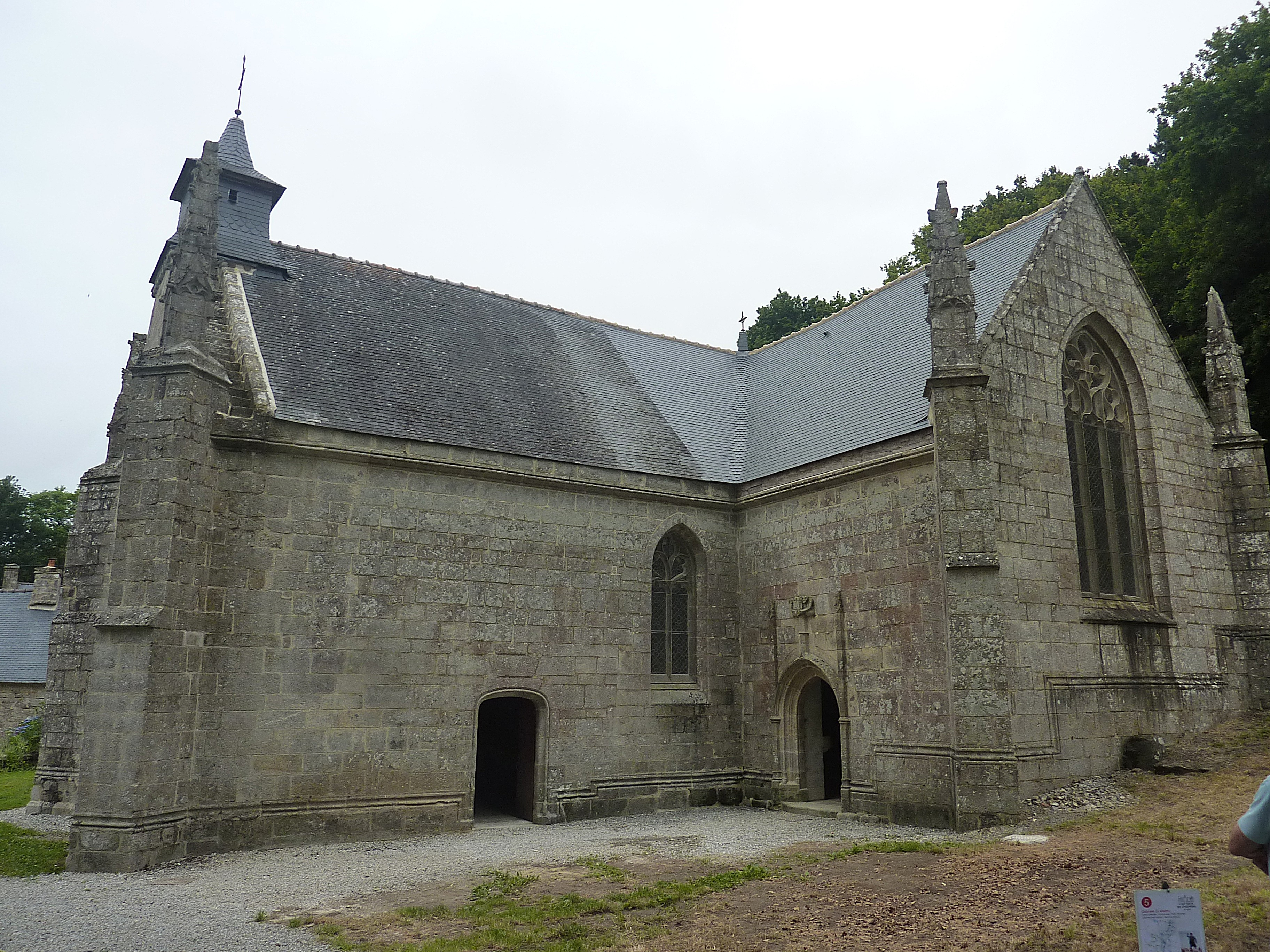
Vue extérieure d'ensemble.
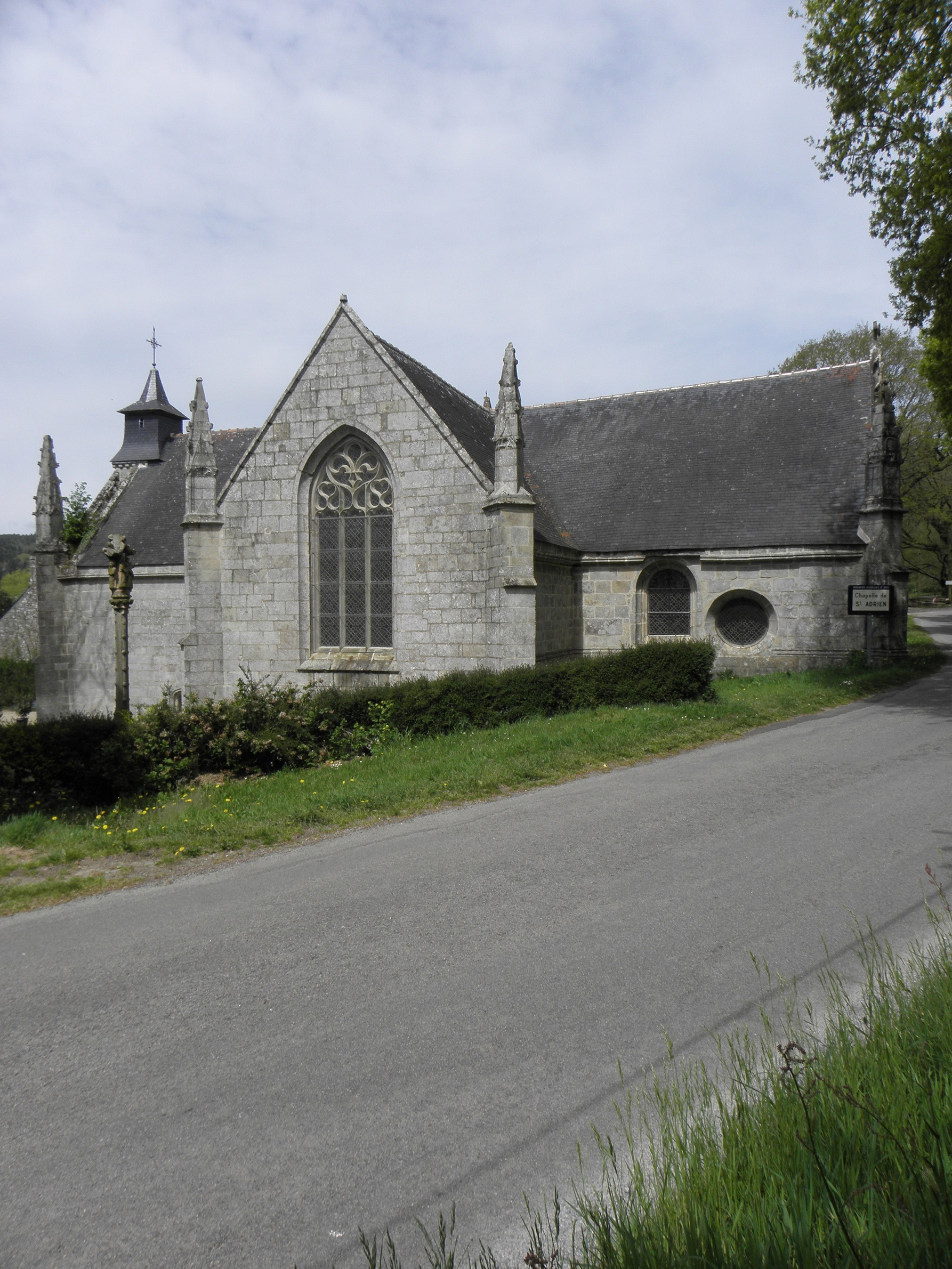
Flanc méridional.
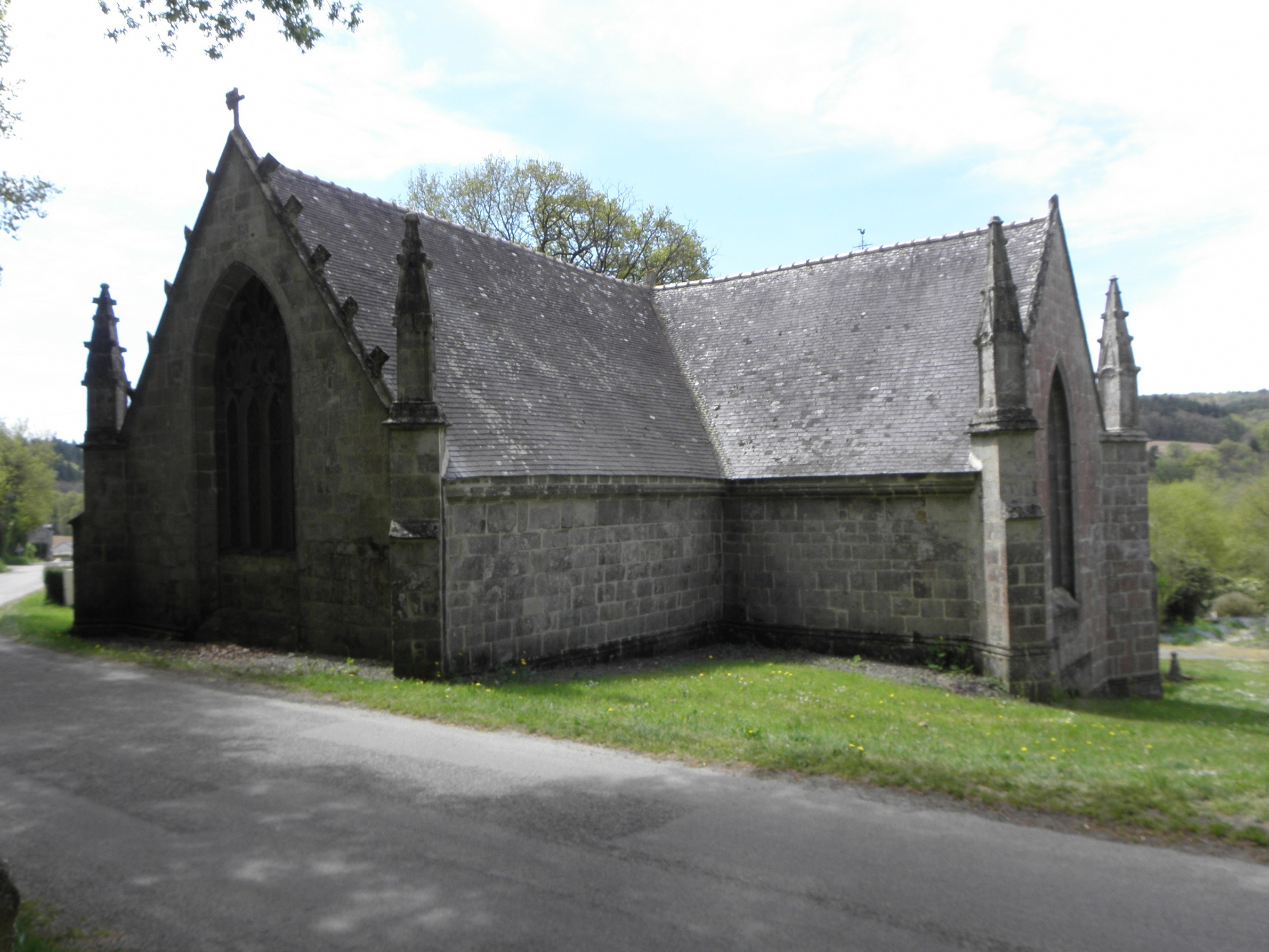
Chevet et croisillon nord.
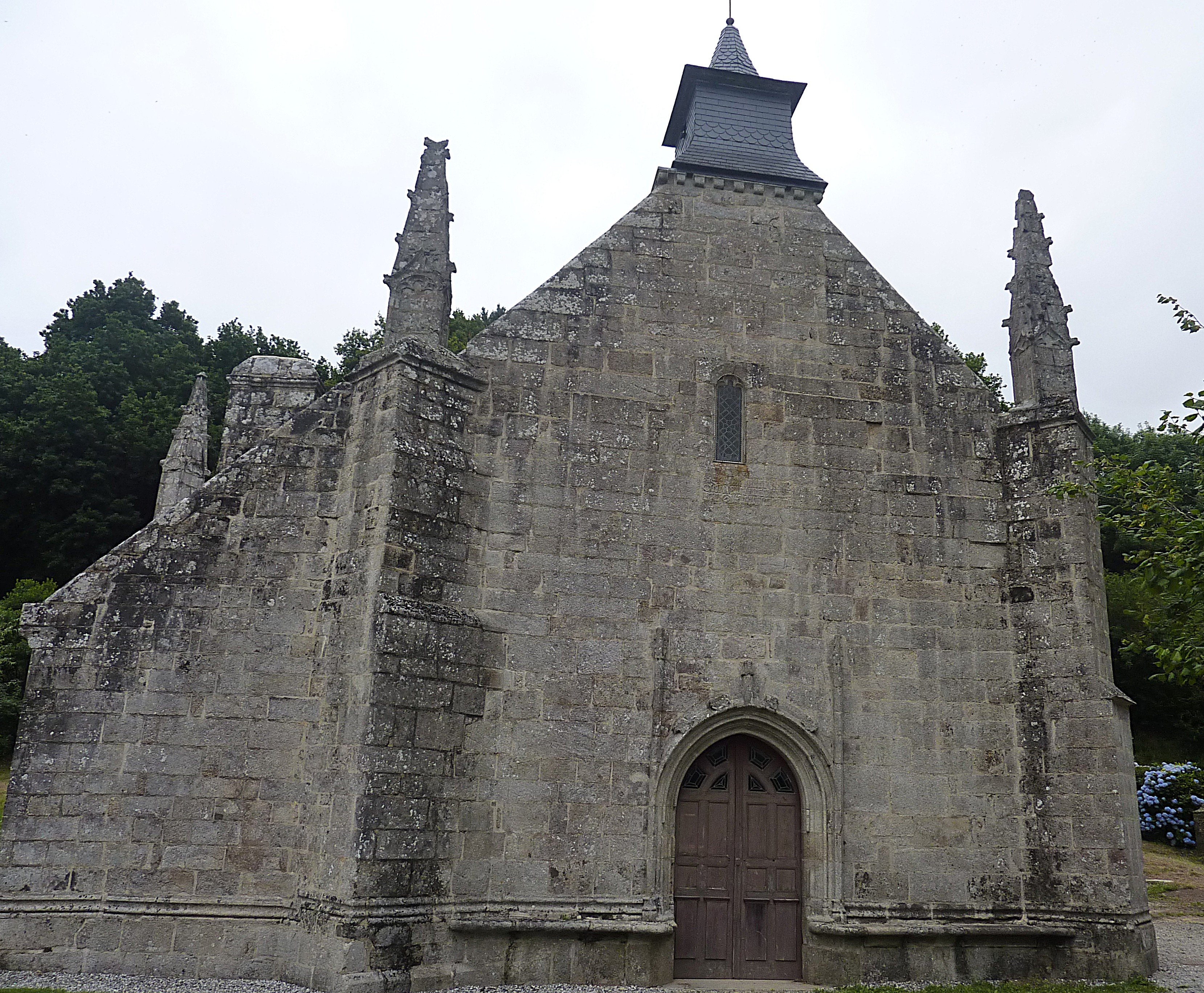
Façade ouest.
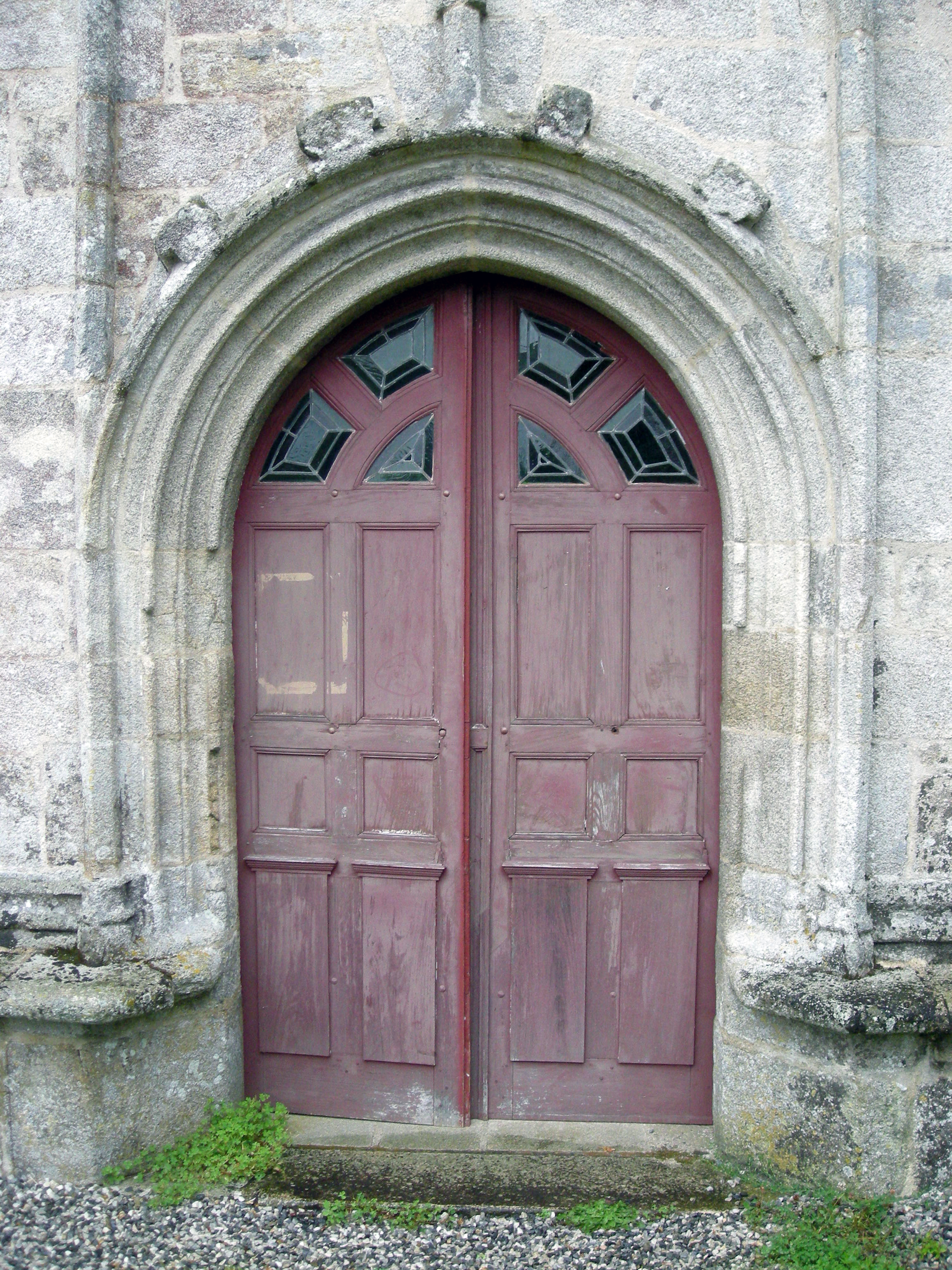
Porte ouest.
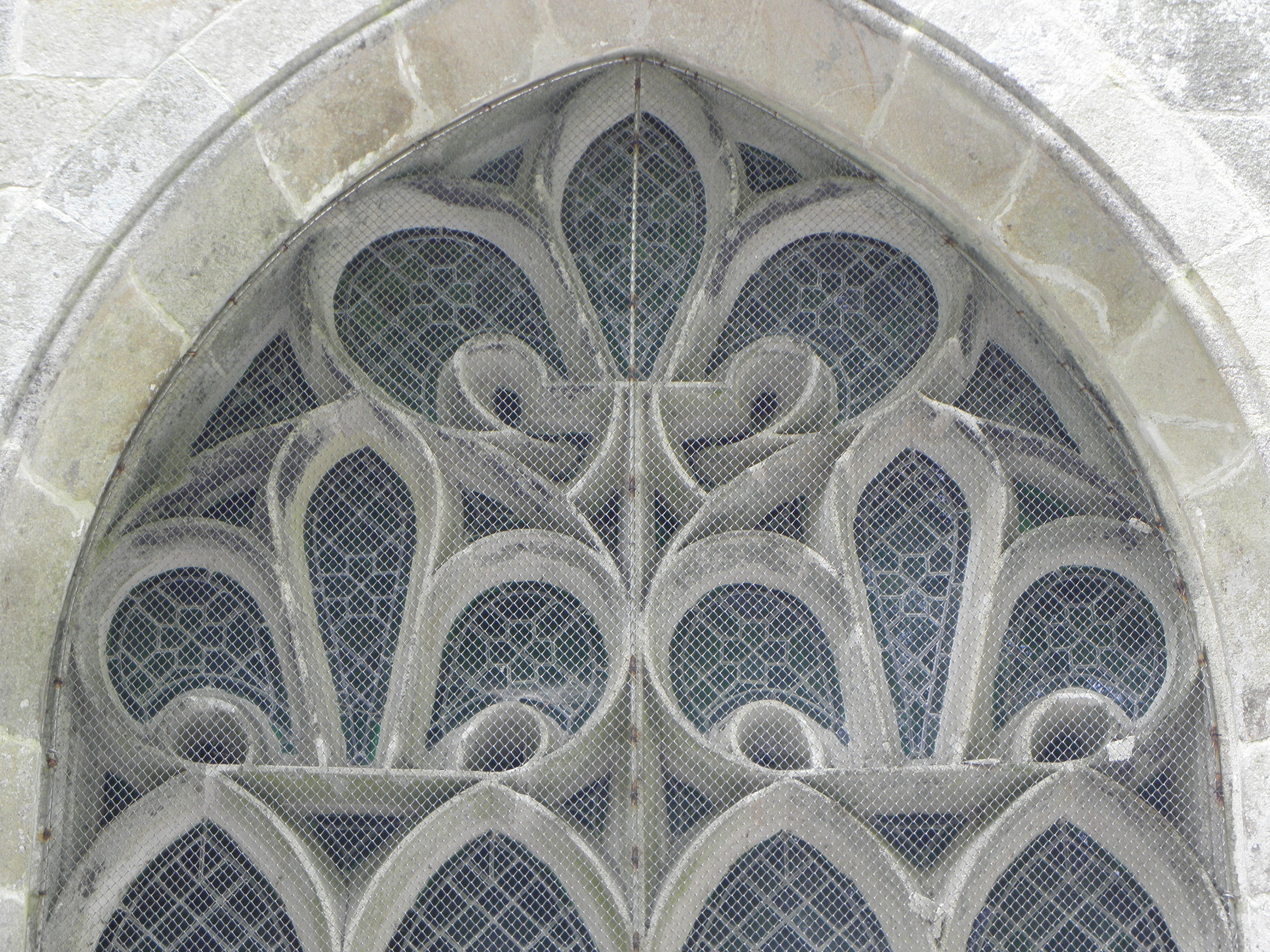
Remplages de la maîtresse-vitre.

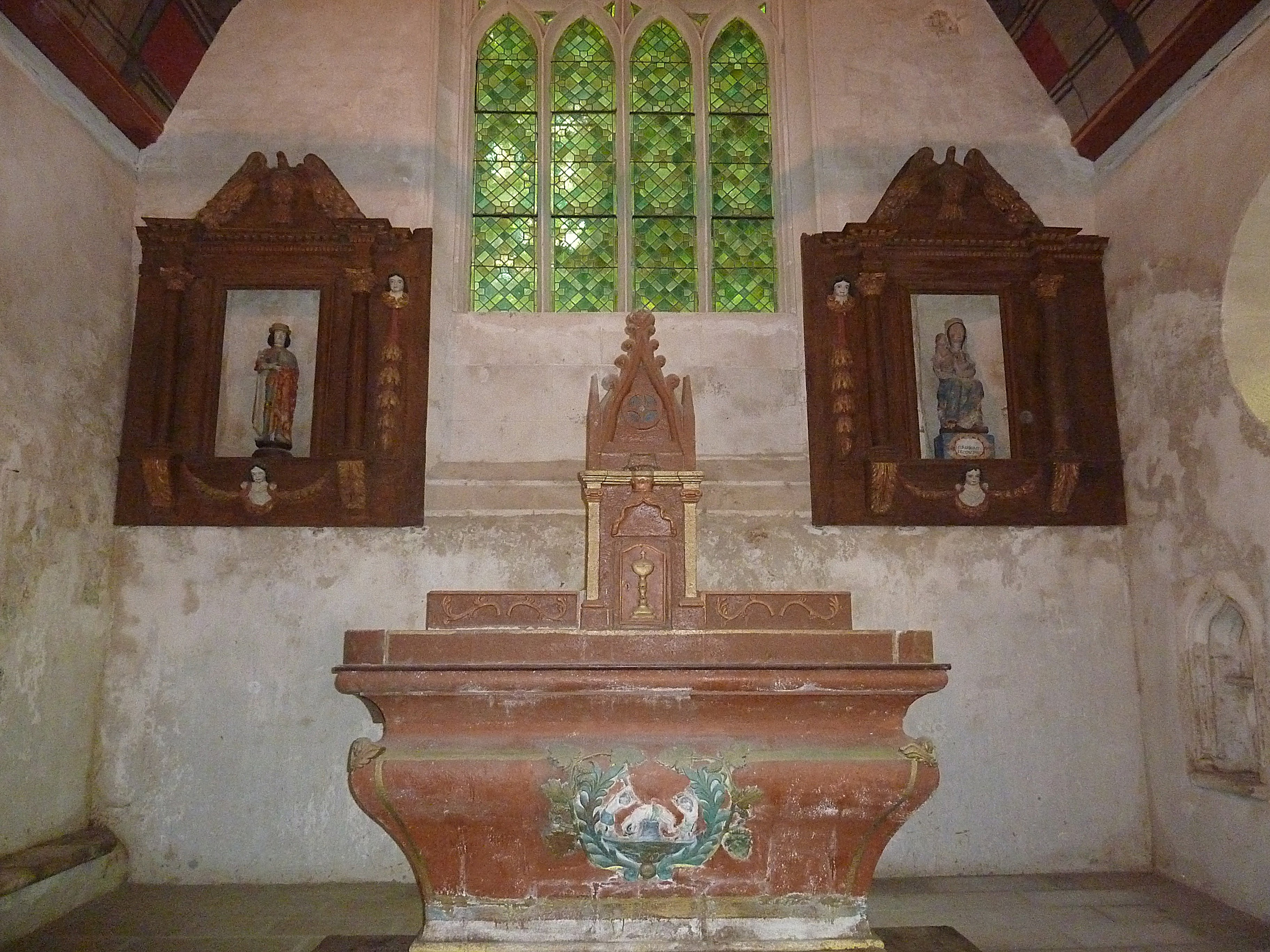
Le maître-autel.
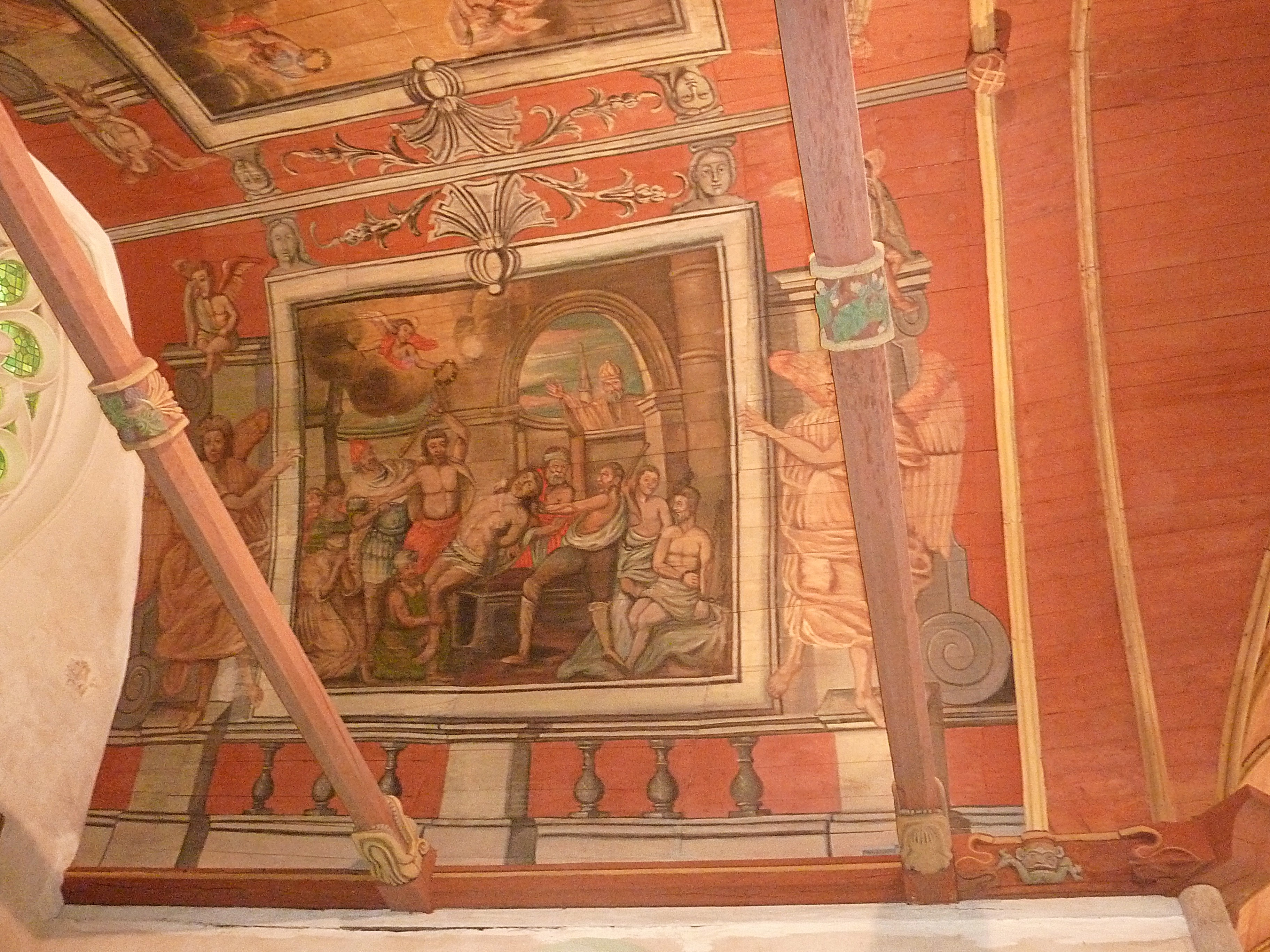
Lambris peint représentant le martyre de saint Adrien.
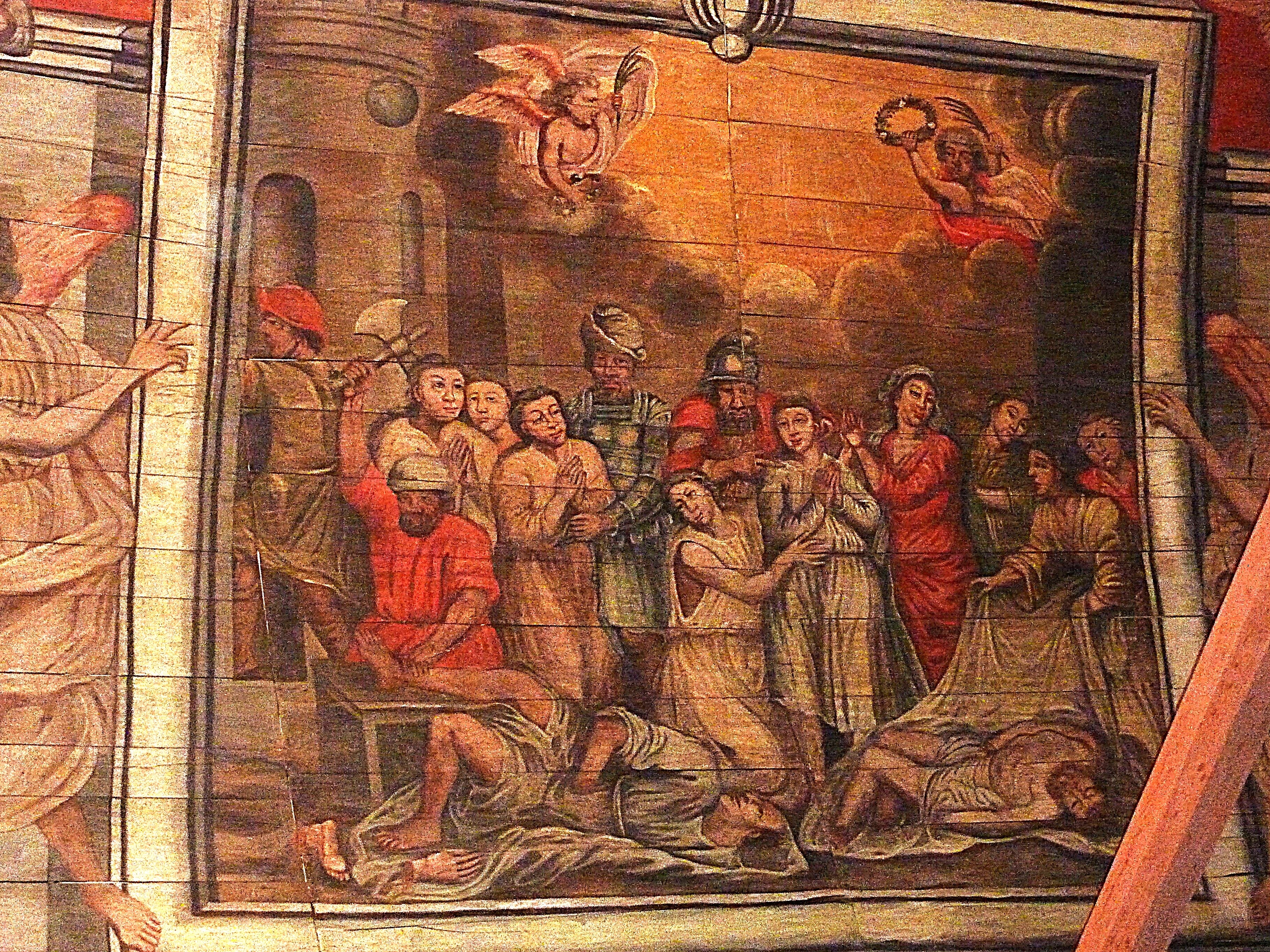
Lambris peint représentant le martyre de saint Adrien.
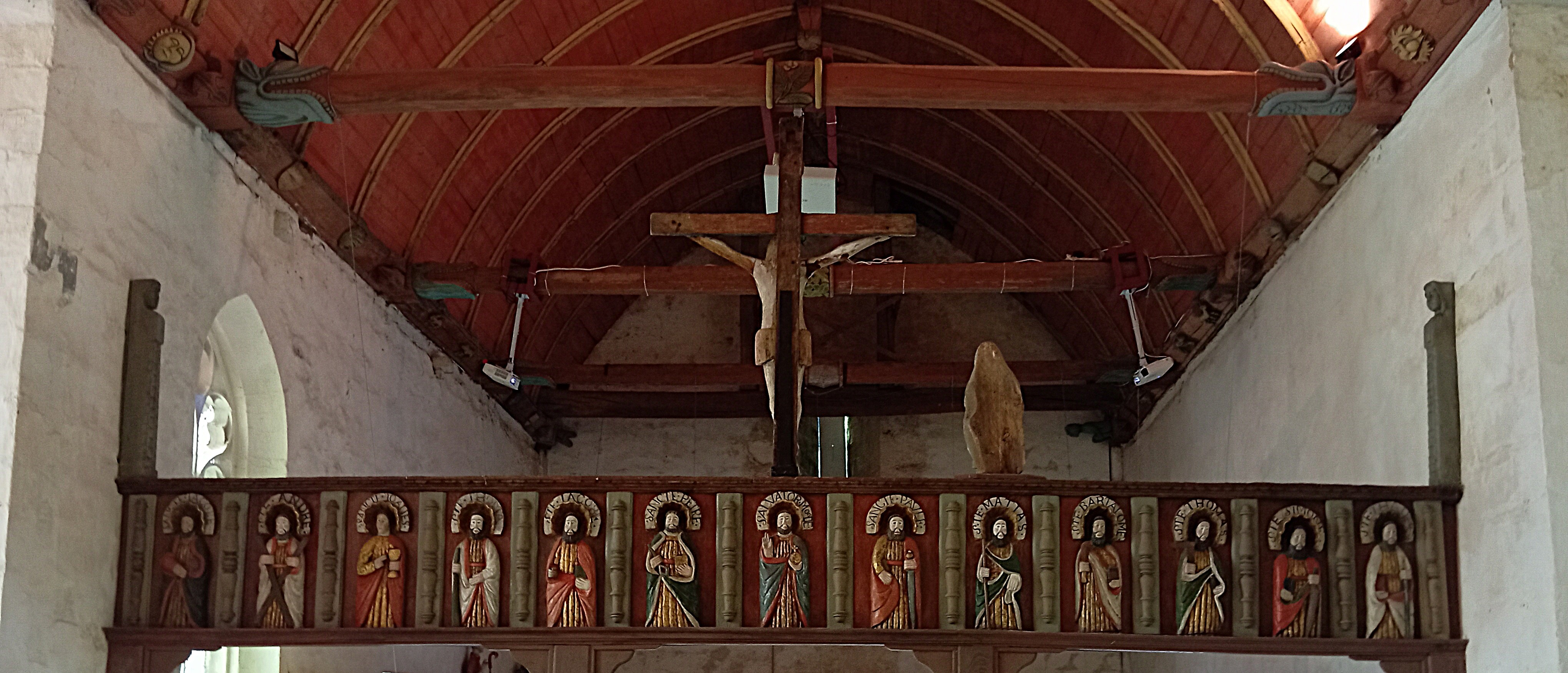
Le jubé.
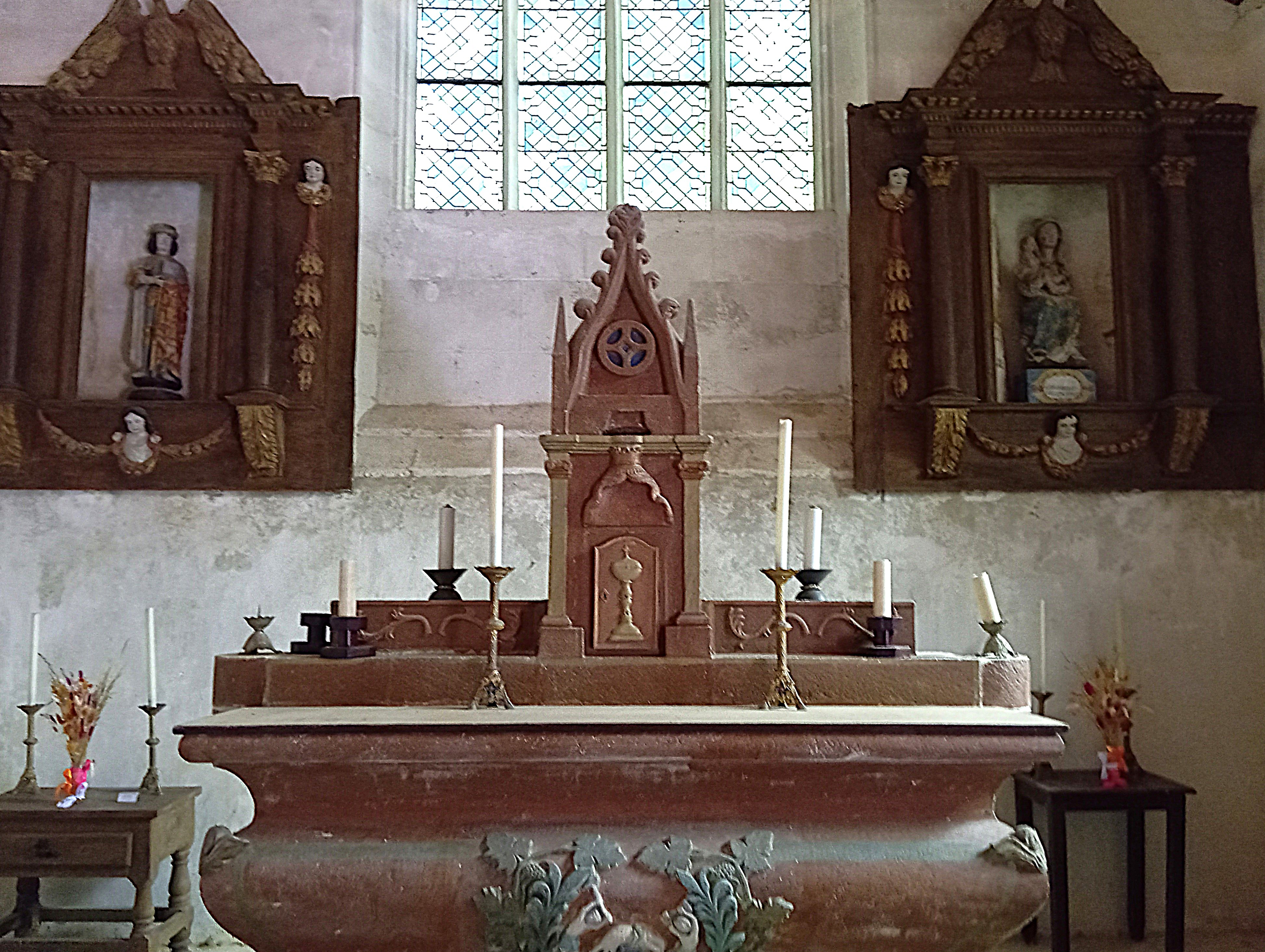
Le maître-autel.
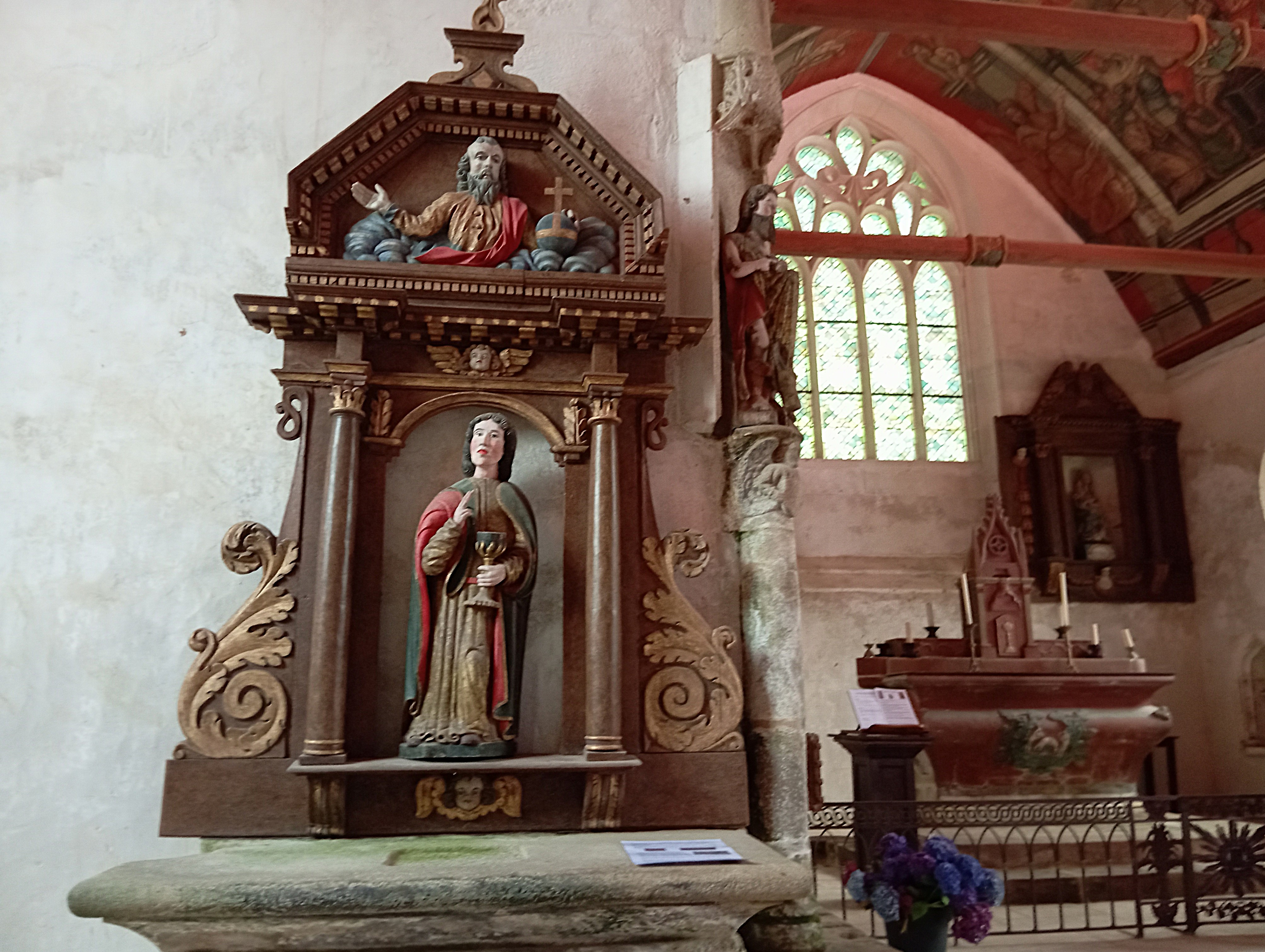
Autel latéral.
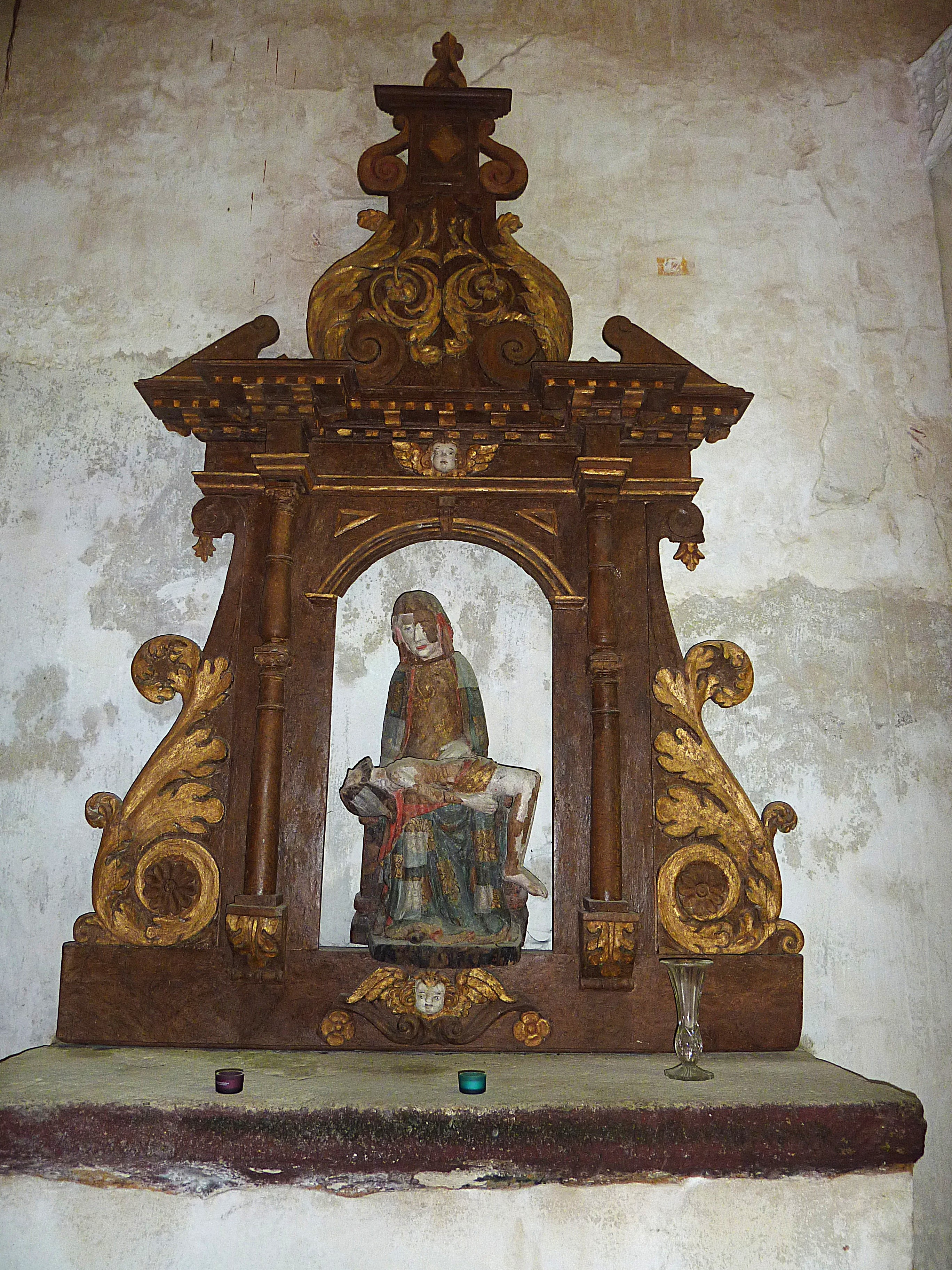
Piétà.

- la fontaine Saint-Adrien: c'est une fontaine de dévotion surmontée d'un calvaire, qui date du XVe siècle ; son soubassement contient une niche ; elle est surmontée d'un fût octogonal surmonté d'un chapiteau contenant des statues du Christ, de saint Jean et, sur l'autre face, de la Vierge[47]. Une autre fontaine de dévotion se trouve au nord de la chapelle.

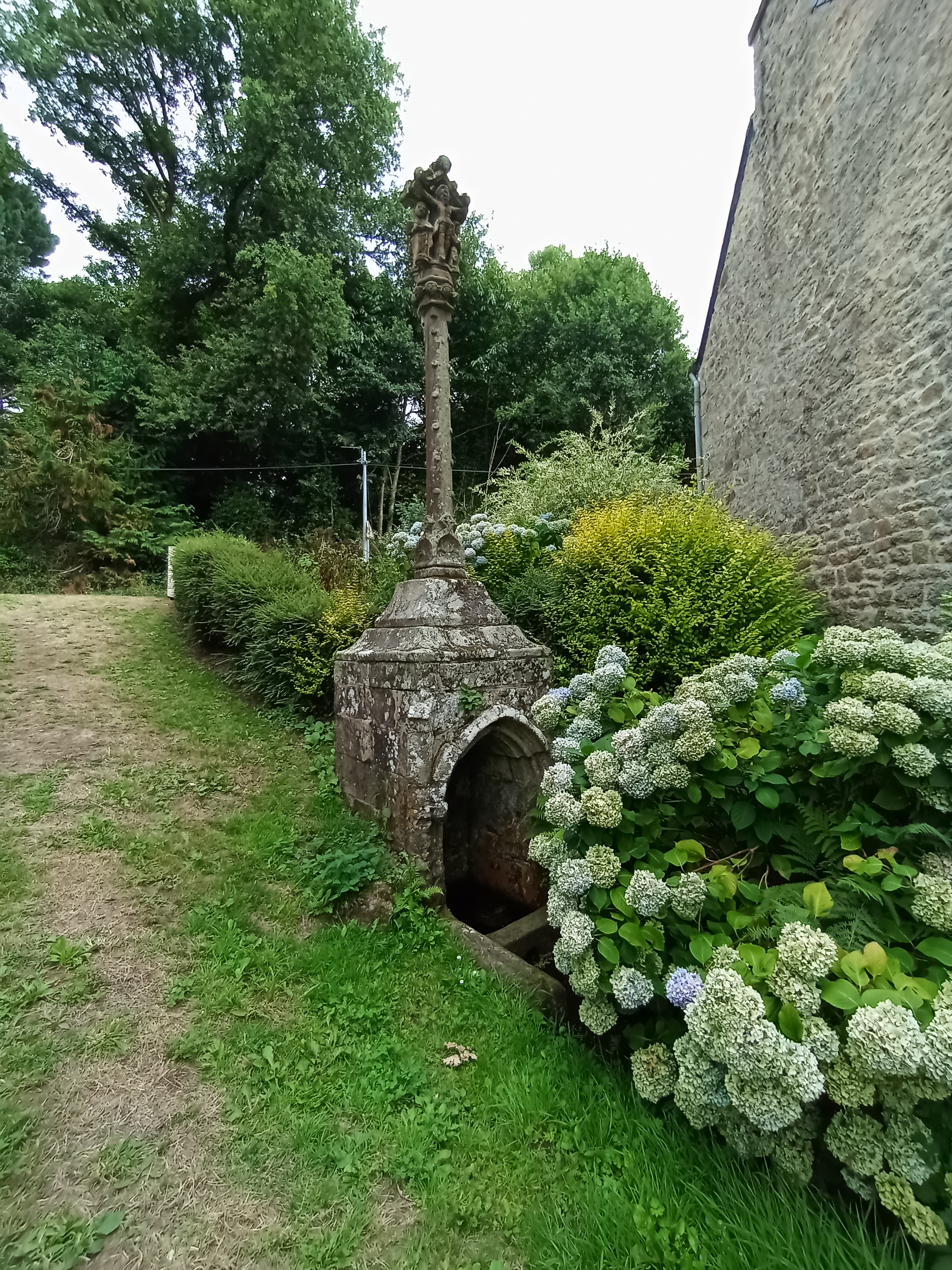
Fontaine de dévotion surmontée d'un calvaire près de la chapelle Saint-Adrien.
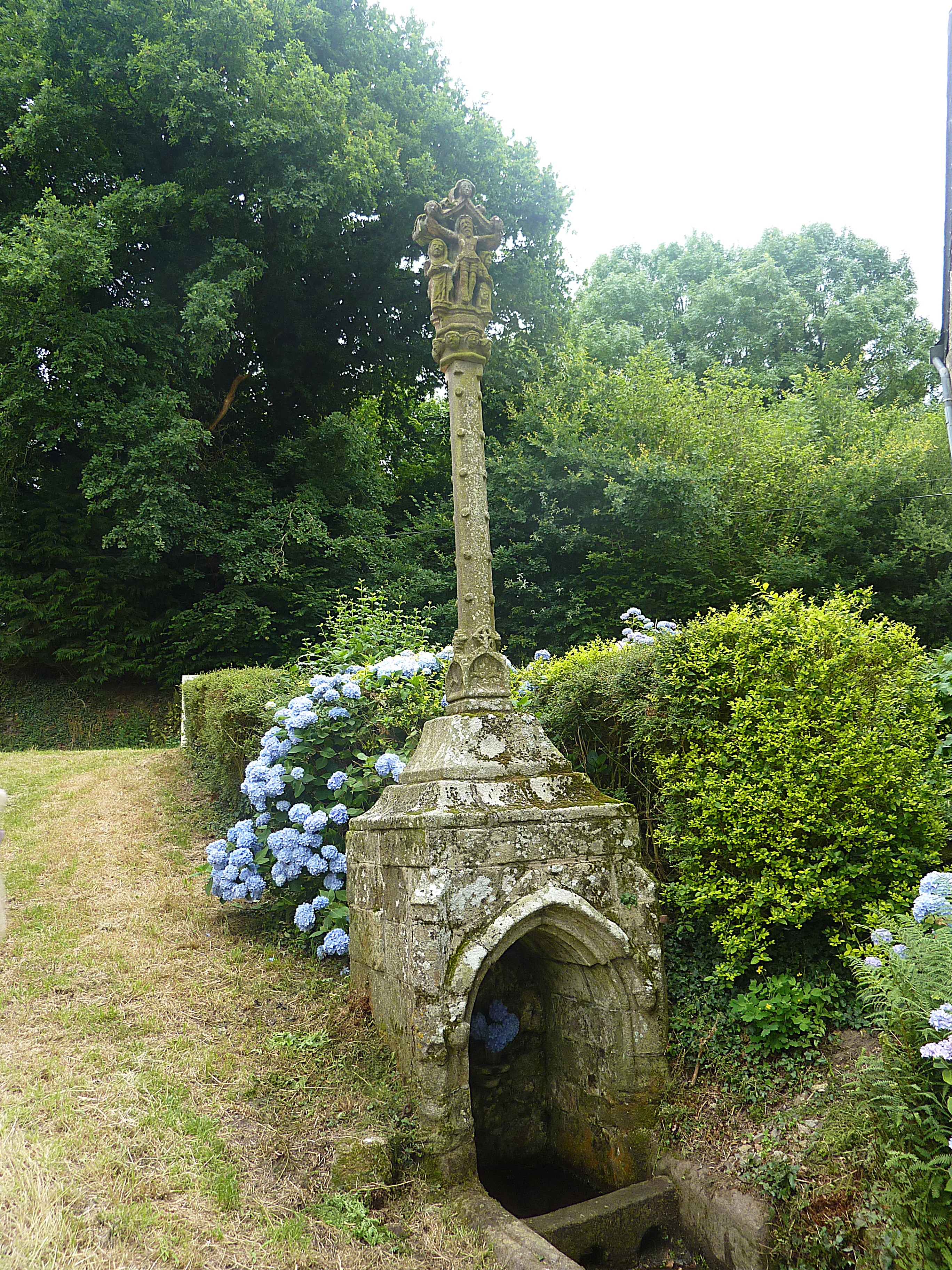
Fontaine de dévotion surmontée d'un calvaire près de la chapelle Saint-Adrien.
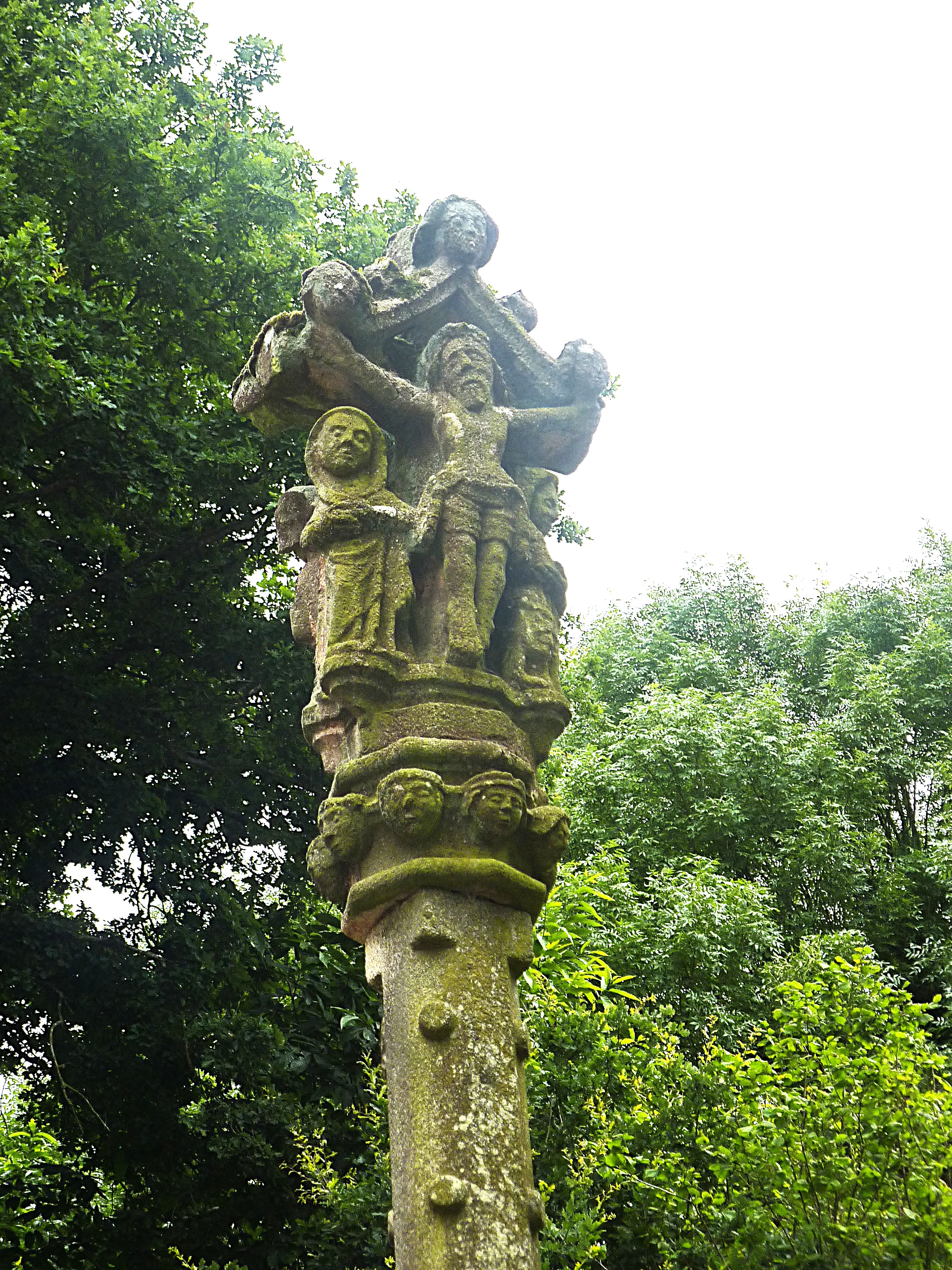
Partie sommitale du calvaire.
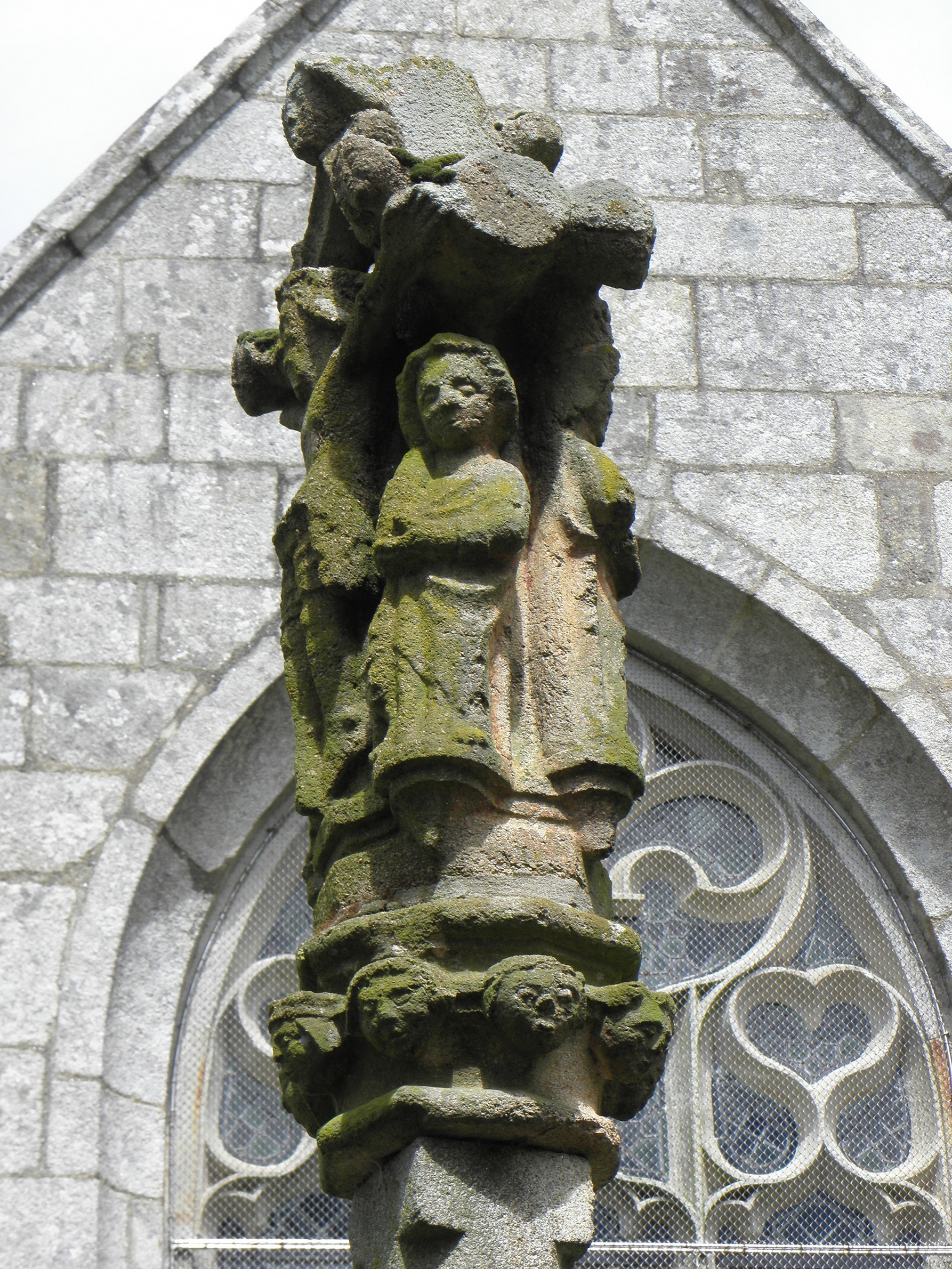
Fontaine-calvaire. Détail. Saint-Jean au pied du Christ en Croix.
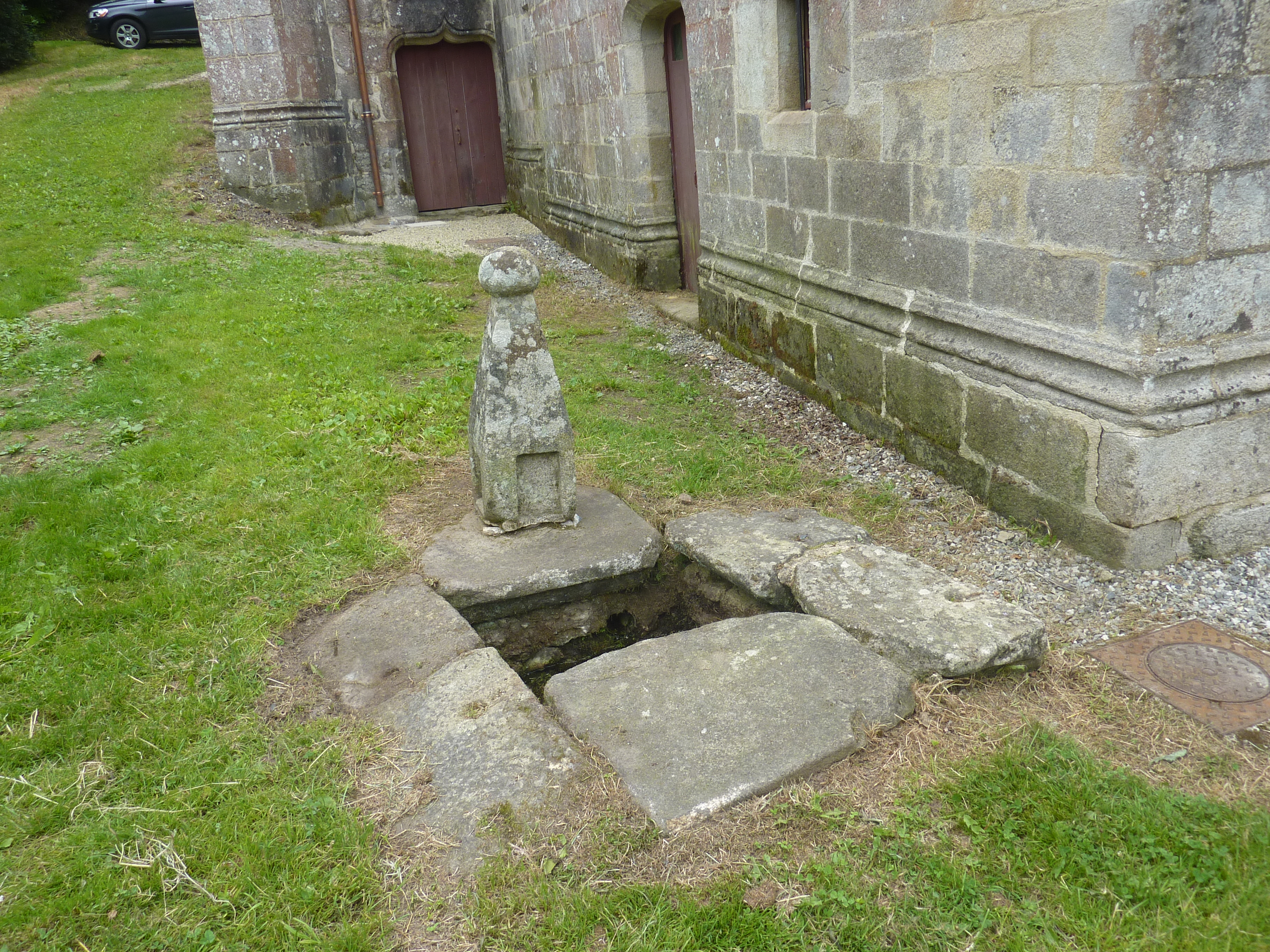
Fontaine au nord de la chapelle Saint-Adrien.
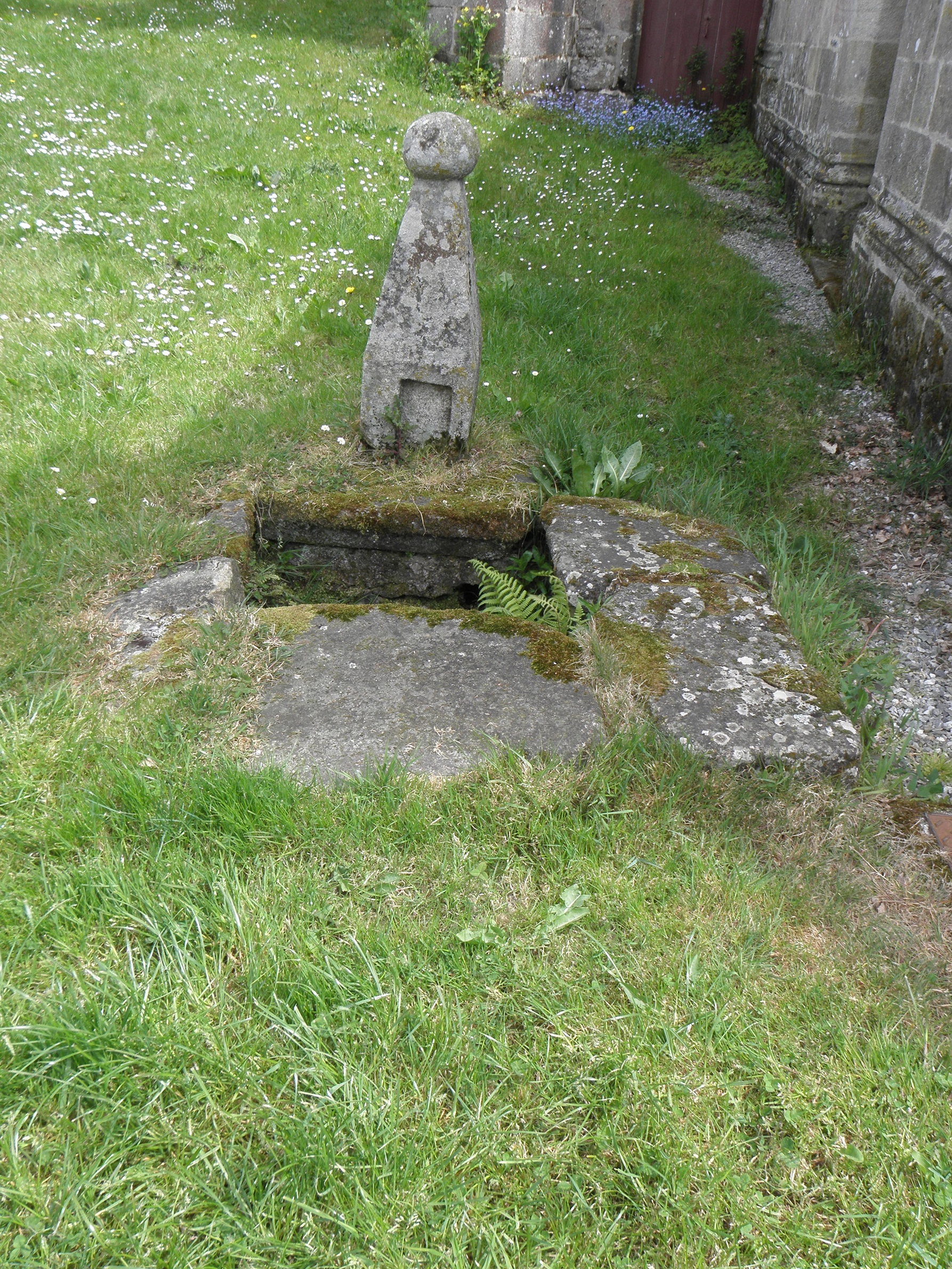
Fontaine au nord de la chapelle Saint-Adrien.

- l'église paroissiale Saint-Barthélemy : elle date de 1891 (elle a remplacé l'ancienne chapelle tréviale, devenue trop petite), est en forme de croix latine et de style néo-gothique. La croix de mission est érigée en 1912 et le clocher date de 1913[48].

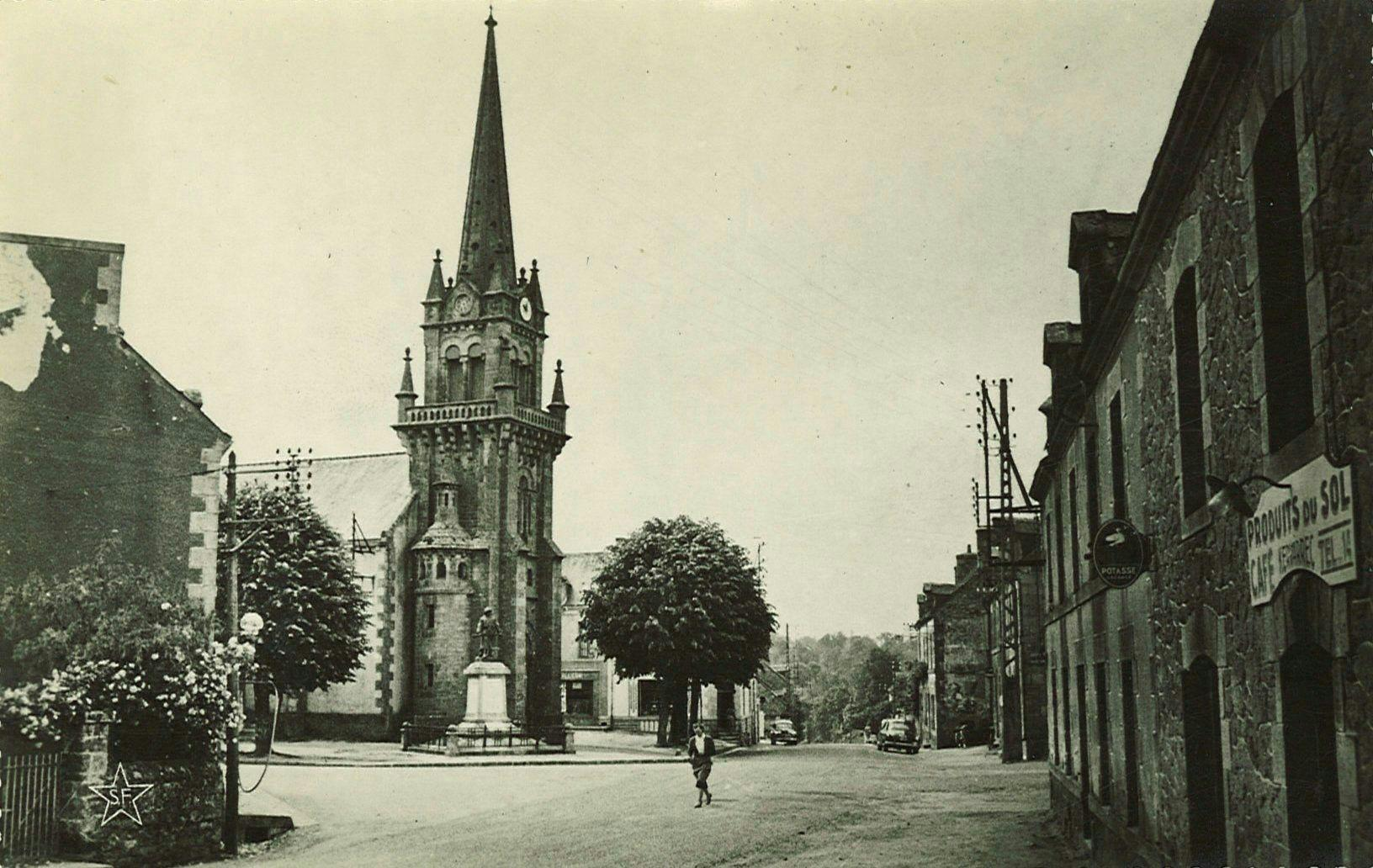
L'église paroissiale Saint-Barthélemy vers 1930.

- la chapelle Saint-Thuriau, dédiée à saint Thuriau : elle date de la fin du XIXe siècle (1885), est de plan rectangulaire à nef unique et chevet plat : elle a remplacé une chapelle antérieure datant probablement du XVIe siècle dont le pardon était très fréquenté. Elle conserve la dépouille du chef chouan Claude Lorcy. Le culte de la Vierge  y a supplanté celui de saint Thuriau[49].
- la chapelle Saint-Guen, dédiée à saint Guen (Gwenn (sainte) ?), mais aussi à saint Méen ; située dans le village de Saint-Guen, de plan rectangulaire et construite en moellons de granite et de schiste, elle a été reconstruite au XVIIIe siècle et restaurée en 1974[50]. Une fontaine de dévotion se trouve à proximité[51].
- Chapelle Saint-Fiacre, dédiée à saint Fiacre : située dans le village de Saint-Fiacre, elle date de la fin du XIVe siècle ou du début du XVe siècle, mais a été largement transformée par la suite, notamment au début du XVIIe siècle, ainsi qu'au XIXe siècle ; elle est de plan rectangulaire et à nef unique. Une nouvelle restauration, avec ajout d'une sacristie, a eu lieu après l'effondrement de son pignon ouest survenu en 1952[52].
- Chapelles disparues :
  - la chapelle Saint-Corentin : située dans le village de Saint-Corentin, elle datait du XVIIe siècle. Il subsiste la fontaine de dévotion[53].
  - une chapelle a existé à Saint-Ily ; une fontaine de dévotion y était encore visible à la fin du XIXe siècle ;
- les fontaines et lavoirs : « Je ne connais aucun autre lieu où les vestiges du culte de l'eau soient aussi nombreux et aussi frappants » a écrit François Marie Cayot-Délandre. Même si certaines ont disparu depuis, il en subsiste 7  qui sont répertoriées, souvent associées à des lavoirs[54].

### Châteaux et manoirs
- le château de Pen-Mané : il date de la fin du XIXe siècle et a remplacé un ancien manoir qui avait appartenu à la famille de La Fuglaie et racheté vers 1850 par la famille Le Courrierec de Talnay[55]. Il est inscrit à l'inventaire général du patrimoine culturel[56] ;
- le manoir de Kerhuilic est une ancienne maison noble qui possédait un moulin et une chapelle privée aujourd'hui désaffectée. Le Manoir de Kerhuilic est attesté depuis 1390[23]. Daté de 1555, la métairie, bâtie à l'écart du logis seigneurial, affiche les armoiries de ses bâtisseurs. Le bâtiment abrite, sous un même toit, le logis du métayer et les greniers de la seigneurie[57], il est inscrit à l'inventaire général du patrimoine culturel[58] ;
- le manoir de Kernars, inscrit à l'inventaire général du patrimoine culturel[59] ;
- le manoir de Talhouët-Kerdec date du  XVIe siècle, il est inscrit à l'inventaire général du patrimoine culturel[60].

### Divers
- de nombreuses fermes et maisons de la commune présentent un intérêt patrimonial[61].

### Menhirs
- les menhirs de Kernars.

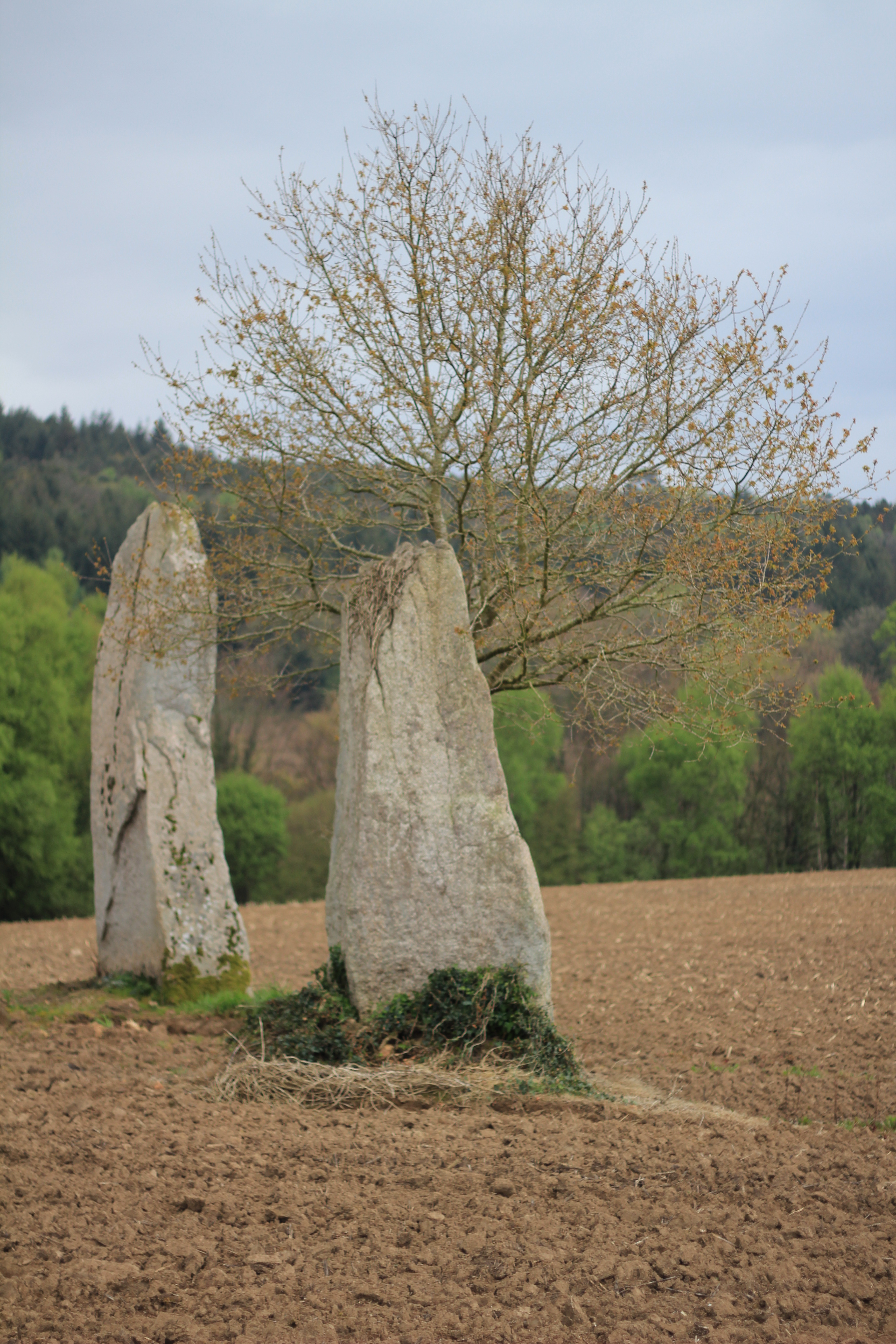
Les deux menhirs de Kernars.
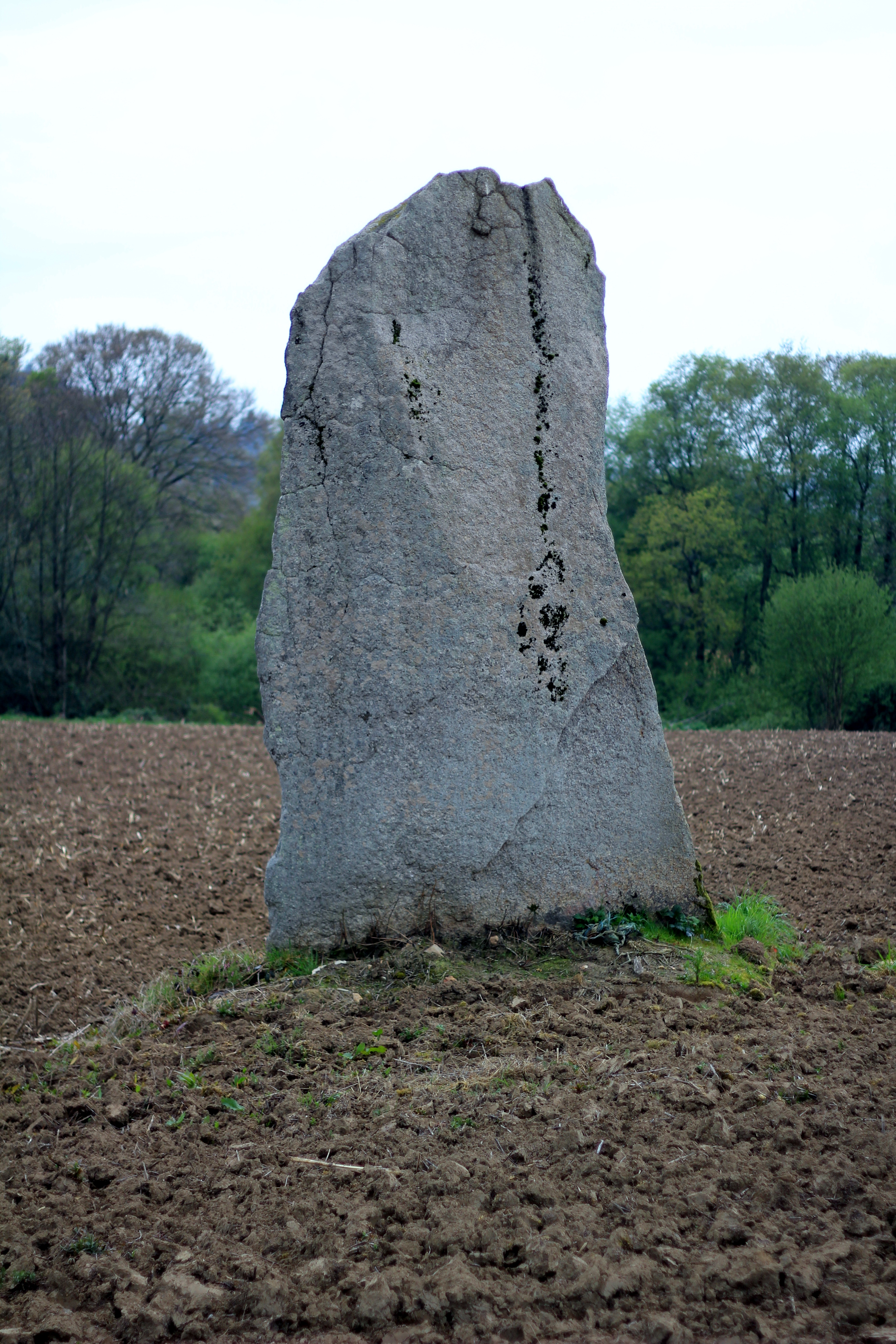
L'un des deux menhirs de Kernars.
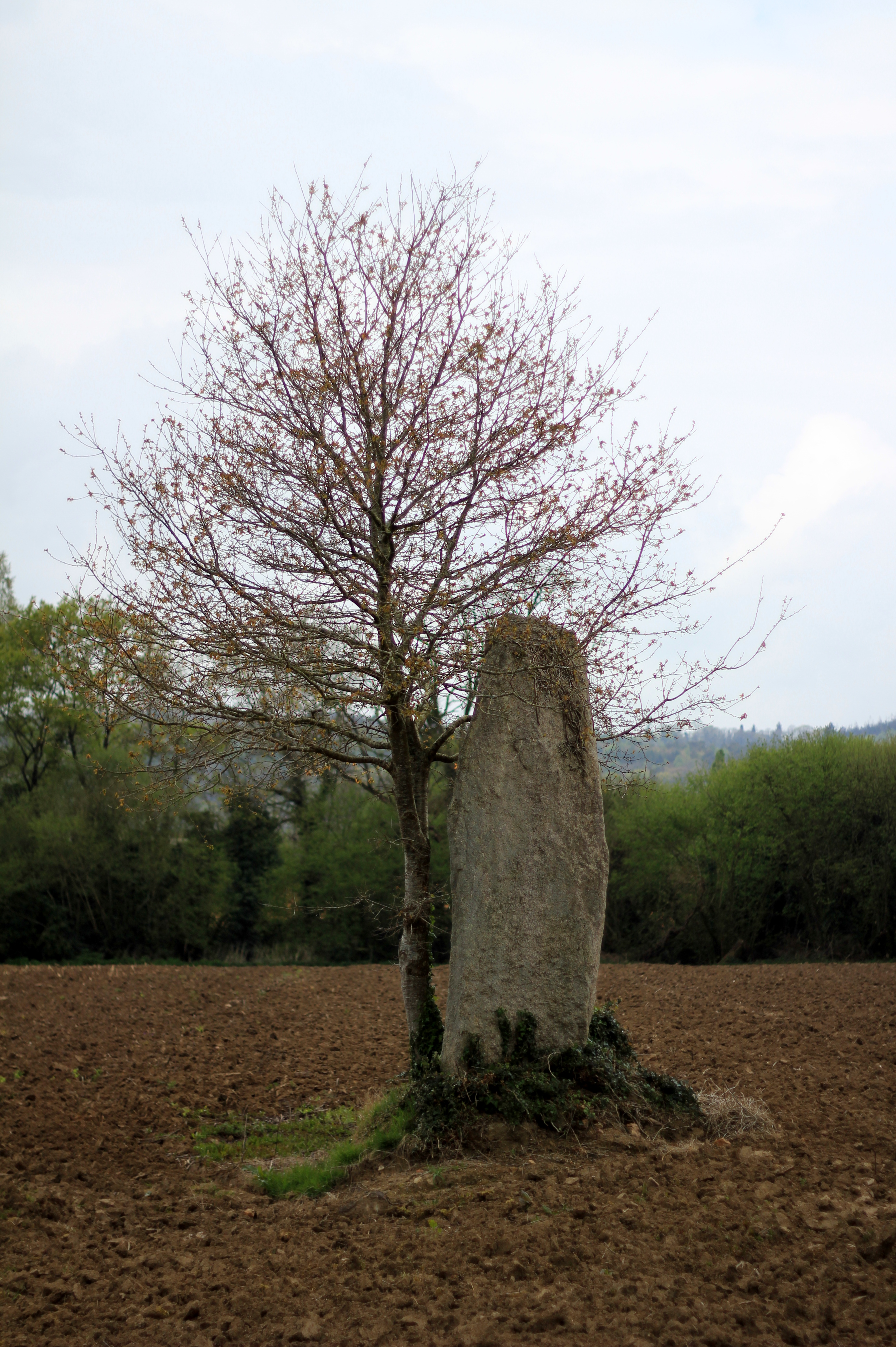
L'autre menhir de Kernars.

## Personnalités liées à la commune
- Claude Lorcy dit l’Invincible (1772-1798), chef chouan et compagnon de Jean Jan, lieutenant de Georges Cadoudal.